# فهرست سیارک‌ها (۱۳۶۰۰۱–۱۳۷۰۰۱)
فهرست سیارک‌ها (۱۳۶۰۰۱ - ۱۳۷۰۰۱) فهرست سیارک‌ها از ۱۳۶۰۰۱ تا ۱۳۷۰۰۱ است.
| نام    | نام انگلیسی | تاریخ کشف       |
| ------ | ----------- | --------------- |
| ۱۳۶۰۰۱ | 2002 VS43   | ۴ نوامبر ۲۰۰۲   |
| ۱۳۶۰۰۲ | 2002 VZ43   | ۴ نوامبر ۲۰۰۲   |
| ۱۳۶۰۰۳ | 2002 VB53   | ۶ نوامبر ۲۰۰۲   |
| ۱۳۶۰۰۴ | 2002 VR55   | ۶ نوامبر ۲۰۰۲   |
| ۱۳۶۰۰۵ | 2002 VB56   | ۶ نوامبر ۲۰۰۲   |
| ۱۳۶۰۰۶ | 2002 VR56   | ۶ نوامبر ۲۰۰۲   |
| ۱۳۶۰۰۷ | 2002 VU59   | ۳ نوامبر ۲۰۰۲   |
| ۱۳۶۰۰۸ | 2002 VB60   | ۳ نوامبر ۲۰۰۲   |
| ۱۳۶۰۰۹ | 2002 VM61   | ۵ نوامبر ۲۰۰۲   |
| ۱۳۶۰۱۰ | 2002 VJ63   | ۶ نوامبر ۲۰۰۲   |
| ۱۳۶۰۱۱ | 2002 VB64   | ۶ نوامبر ۲۰۰۲   |
| ۱۳۶۰۱۲ | 2002 VG64   | ۶ نوامبر ۲۰۰۲   |
| ۱۳۶۰۱۳ | 2002 VP66   | ۶ نوامبر ۲۰۰۲   |
| ۱۳۶۰۱۴ | 2002 VV67   | ۷ نوامبر ۲۰۰۲   |
| ۱۳۶۰۱۵ | 2002 VT68   | ۷ نوامبر ۲۰۰۲   |
| ۱۳۶۰۱۶ | 2002 VQ71   | ۷ نوامبر ۲۰۰۲   |
| ۱۳۶۰۱۷ | 2002 VH74   | ۷ نوامبر ۲۰۰۲   |
| ۱۳۶۰۱۸ | 2002 VP76   | ۷ نوامبر ۲۰۰۲   |
| ۱۳۶۰۱۹ | 2002 VP77   | ۷ نوامبر ۲۰۰۲   |
| ۱۳۶۰۲۰ | 2002 VM81   | ۷ نوامبر ۲۰۰۲   |
| ۱۳۶۰۲۱ | 2002 VR82   | ۷ نوامبر ۲۰۰۲   |
| ۱۳۶۰۲۲ | 2002 VV82   | ۷ نوامبر ۲۰۰۲   |
| ۱۳۶۰۲۳ | 2002 VW85   | ۱۱ نوامبر ۲۰۰۲  |
| ۱۳۶۰۲۴ | 2002 VK87   | ۸ نوامبر ۲۰۰۲   |
| ۱۳۶۰۲۵ | 2002 VH88   | ۱۱ نوامبر ۲۰۰۲  |
| ۱۳۶۰۲۶ | 2002 VY96   | ۱۲ نوامبر ۲۰۰۲  |
| ۱۳۶۰۲۷ | 2002 VS100  | ۱۱ نوامبر ۲۰۰۲  |
| ۱۳۶۰۲۸ | 2002 VR101  | ۱۱ نوامبر ۲۰۰۲  |
| ۱۳۶۰۲۹ | 2002 VU104  | ۱۲ نوامبر ۲۰۰۲  |
| ۱۳۶۰۳۰ | 2002 VV104  | ۱۲ نوامبر ۲۰۰۲  |
| ۱۳۶۰۳۱ | 2002 VK109  | ۱۲ نوامبر ۲۰۰۲  |
| ۱۳۶۰۳۲ | 2002 VP110  | ۱۲ نوامبر ۲۰۰۲  |
| ۱۳۶۰۳۳ | 2002 VM113  | ۱۳ نوامبر ۲۰۰۲  |
| ۱۳۶۰۳۴ | 2002 VU117  | ۱۳ نوامبر ۲۰۰۲  |
| ۱۳۶۰۳۵ | 2002 VC120  | ۱۲ نوامبر ۲۰۰۲  |
| ۱۳۶۰۳۶ | 2002 VK122  | ۱۳ نوامبر ۲۰۰۲  |
| ۱۳۶۰۳۷ | 2002 VG129  | ۶ نوامبر ۲۰۰۲   |
| ۱۳۶۰۳۷ | 2002 WR     | ۲۰ نوامبر ۲۰۰۲  |
| ۱۳۶۰۳۹ | 2002 WR4    | ۲۱ نوامبر ۲۰۰۲  |
| ۱۳۶۰۴۰ | 2002 WL7    | ۲۴ نوامبر ۲۰۰۲  |
| ۱۳۶۰۴۱ | 2002 WY11   | ۲۷ نوامبر ۲۰۰۲  |
| ۱۳۶۰۴۲ | 2002 WJ12   | ۲۷ نوامبر ۲۰۰۲  |
| ۱۳۶۰۴۳ | 2002 WB14   | ۲۸ نوامبر ۲۰۰۲  |
| ۱۳۶۰۴۴ | 2002 XH6    | ۱ دسامبر ۲۰۰۲   |
| ۱۳۶۰۴۵ | 2002 XK8    | ۲ دسامبر ۲۰۰۲   |
| ۱۳۶۰۴۶ | 2002 XW8    | ۲ دسامبر ۲۰۰۲   |
| ۱۳۶۰۴۷ | 2002 XK16   | ۳ دسامبر ۲۰۰۲   |
| ۱۳۶۰۴۸ | 2002 XD17   | ۳ دسامبر ۲۰۰۲   |
| ۱۳۶۰۴۹ | 2002 XN23   | ۵ دسامبر ۲۰۰۲   |
| ۱۳۶۰۵۰ | 2002 XH26   | ۲ دسامبر ۲۰۰۲   |
| ۱۳۶۰۵۱ | 2002 XF27   | ۵ دسامبر ۲۰۰۲   |
| ۱۳۶۰۵۲ | 2002 XL30   | ۶ دسامبر ۲۰۰۲   |
| ۱۳۶۰۵۳ | 2002 XQ30   | ۶ دسامبر ۲۰۰۲   |
| ۱۳۶۰۵۴ | 2002 XN33   | ۷ دسامبر ۲۰۰۲   |
| ۱۳۶۰۵۵ | 2002 XR36   | ۶ دسامبر ۲۰۰۲   |
| ۱۳۶۰۵۶ | 2002 XQ49   | ۱۰ دسامبر ۲۰۰۲  |
| ۱۳۶۰۵۷ | 2002 XZ49   | ۱۰ دسامبر ۲۰۰۲  |
| ۱۳۶۰۵۸ | 2002 XH53   | ۱۰ دسامبر ۲۰۰۲  |
| ۱۳۶۰۵۹ | 2002 XV55   | ۱۰ دسامبر ۲۰۰۲  |
| ۱۳۶۰۶۰ | 2002 XD73   | ۱۱ دسامبر ۲۰۰۲  |
| ۱۳۶۰۶۱ | 2002 XK75   | ۱۱ دسامبر ۲۰۰۲  |
| ۱۳۶۰۶۲ | 2002 XJ76   | ۱۱ دسامبر ۲۰۰۲  |
| ۱۳۶۰۶۳ | 2002 XC78   | ۱۱ دسامبر ۲۰۰۲  |
| ۱۳۶۰۶۴ | 2002 XW83   | ۱۳ دسامبر ۲۰۰۲  |
| ۱۳۶۰۶۵ | 2002 XD84   | ۱۳ دسامبر ۲۰۰۲  |
| ۱۳۶۰۶۶ | 2002 XU84   | ۱۱ دسامبر ۲۰۰۲  |
| ۱۳۶۰۶۷ | 2002 XK88   | ۱۲ دسامبر ۲۰۰۲  |
| ۱۳۶۰۶۸ | 2002 XH93   | ۵ دسامبر ۲۰۰۲   |
| ۱۳۶۰۶۹ | 2002 XO98   | ۵ دسامبر ۲۰۰۲   |
| ۱۳۶۰۷۰ | 2002 XO102  | ۵ دسامبر ۲۰۰۲   |
| ۱۳۶۰۷۱ | 2002 XF106  | ۵ دسامبر ۲۰۰۲   |
| ۱۳۶۰۷۱ | 2002 YN     | ۲۷ دسامبر ۲۰۰۲  |
| ۱۳۶۰۷۳ | 2002 YH6    | ۲۸ دسامبر ۲۰۰۲  |
| ۱۳۶۰۷۴ | 2002 YJ16   | ۳۱ دسامبر ۲۰۰۲  |
| ۱۳۶۰۷۵ | 2002 YD29   | ۳۱ دسامبر ۲۰۰۲  |
| ۱۳۶۰۷۶ | 2003 AC8    | ۳ ژانویه ۲۰۰۳   |
| ۱۳۶۰۷۷ | 2003 AP17   | ۴ ژانویه ۲۰۰۳   |
| ۱۳۶۰۷۸ | 2003 AH30   | ۴ ژانویه ۲۰۰۳   |
| ۱۳۶۰۷۹ | 2003 AR36   | ۷ ژانویه ۲۰۰۳   |
| ۱۳۶۰۸۰ | 2003 AQ49   | ۵ ژانویه ۲۰۰۳   |
| ۱۳۶۰۸۱ | 2003 AH57   | ۵ ژانویه ۲۰۰۳   |
| ۱۳۶۰۸۲ | 2003 AH60   | ۵ ژانویه ۲۰۰۳   |
| ۱۳۶۰۸۳ | 2003 AY65   | ۷ ژانویه ۲۰۰۳   |
| ۱۳۶۰۸۴ | 2003 AE66   | ۷ ژانویه ۲۰۰۳   |
| ۱۳۶۰۸۵ | 2003 AQ74   | ۱۰ ژانویه ۲۰۰۳  |
| ۱۳۶۰۸۶ | 2003 AC77   | ۱۰ ژانویه ۲۰۰۳  |
| ۱۳۶۰۸۷ | 2003 AO86   | ۱ ژانویه ۲۰۰۳   |
| ۱۳۶۰۸۸ | 2003 BO7    | ۲۶ ژانویه ۲۰۰۳  |
| ۱۳۶۰۸۹ | 2003 BG17   | ۲۶ ژانویه ۲۰۰۳  |
| ۱۳۶۰۹۰ | 2003 BZ28   | ۲۷ ژانویه ۲۰۰۳  |
| ۱۳۶۰۹۱ | 2003 BK31   | ۲۷ ژانویه ۲۰۰۳  |
| ۱۳۶۰۹۲ | 2003 BN36   | ۲۷ ژانویه ۲۰۰۳  |
| ۱۳۶۰۹۳ | 2003 BA48   | ۲۷ ژانویه ۲۰۰۳  |
| ۱۳۶۰۹۴ | 2003 BC51   | ۲۷ ژانویه ۲۰۰۳  |
| ۱۳۶۰۹۵ | 2003 BG68   | ۲۷ ژانویه ۲۰۰۳  |
| ۱۳۶۰۹۶ | 2003 CV8    | ۱ فوریه ۲۰۰۳    |
| ۱۳۶۰۹۷ | 2003 CS17   | ۶ فوریه ۲۰۰۳    |
| ۱۳۶۰۹۷ | 2003 DD     | ۱۹ فوریه ۲۰۰۳   |
| ۱۳۶۰۹۹ | 2003 DD4    | ۲۲ فوریه ۲۰۰۳   |
| ۱۳۶۱۰۰ | 2003 DW12   | ۲۶ فوریه ۲۰۰۳   |
| ۱۳۶۱۰۱ | 2003 EA2    | ۵ مارس ۲۰۰۳     |
| ۱۳۶۱۰۲ | 2003 EW2    | ۵ مارس ۲۰۰۳     |
| ۱۳۶۱۰۳ | 2003 EN22   | ۶ مارس ۲۰۰۳     |
| ۱۳۶۱۰۴ | 2003 EO22   | ۶ مارس ۲۰۰۳     |
| ۱۳۶۱۰۵ | 2003 EC27   | ۶ مارس ۲۰۰۳     |
| ۱۳۶۱۰۶ | 2003 EW33   | ۷ مارس ۲۰۰۳     |
| ۱۳۶۱۰۷ | 2003 EY58   | ۱۲ مارس ۲۰۰۳    |
| ۱۳۶۱۰۸ | Haumea      | ۷ مارس ۲۰۰۳     |
| ۱۳۶۱۰۹ | 2003 FA22   | ۲۵ مارس ۲۰۰۳    |
| ۱۳۶۱۱۰ | 2003 FZ60   | ۲۶ مارس ۲۰۰۳    |
| ۱۳۶۱۱۱ | 2003 FC79   | ۲۷ مارس ۲۰۰۳    |
| ۱۳۶۱۱۲ | 2003 FY104  | ۲۶ مارس ۲۰۰۳    |
| ۱۳۶۱۱۳ | 2003 GA5    | ۱ آوریل ۲۰۰۳    |
| ۱۳۶۱۱۴ | 2003 GU37   | ۷ آوریل ۲۰۰۳    |
| ۱۳۶۱۱۵ | 2003 HC3    | ۲۴ آوریل ۲۰۰۳   |
| ۱۳۶۱۱۶ | 2003 HA16   | ۲۳ آوریل ۲۰۰۳   |
| ۱۳۶۱۱۷ | 2003 HL28   | ۲۶ آوریل ۲۰۰۳   |
| ۱۳۶۱۱۷ | 2003 KV     | ۲۱ مه ۲۰۰۳      |
| ۱۳۶۱۱۹ | 2003 KH19   | ۲۹ مه ۲۰۰۳      |
| ۱۳۶۱۲۰ | 2003 LG7    | ۱ ژوئن ۲۰۰۳     |
| ۱۳۶۱۲۰ | 2003 OA     | ۱۸ ژوئیه ۲۰۰۳   |
| ۱۳۶۱۲۲ | 2003 OQ29   | ۲۴ ژوئیه ۲۰۰۳   |
| ۱۳۶۱۲۳ | 2003 QK40   | ۲۲ اوت ۲۰۰۳     |
| ۱۳۶۱۲۴ | 2003 QC56   | ۲۳ اوت ۲۰۰۳     |
| ۱۳۶۱۲۵ | 2003 QU65   | ۲۵ اوت ۲۰۰۳     |
| ۱۳۶۱۲۶ | 2003 QN79   | ۲۶ اوت ۲۰۰۳     |
| ۱۳۶۱۲۷ | 2003 RA15   | ۱۴ سپتامبر ۲۰۰۳ |
| ۱۳۶۱۲۸ | 2003 SO36   | ۱۷ سپتامبر ۲۰۰۳ |
| ۱۳۶۱۲۹ | 2003 SL57   | ۱۶ سپتامبر ۲۰۰۳ |
| ۱۳۶۱۳۰ | 2003 SH87   | ۱۷ سپتامبر ۲۰۰۳ |
| ۱۳۶۱۳۱ | 2003 SE96   | ۱۹ سپتامبر ۲۰۰۳ |
| ۱۳۶۱۳۲ | 2003 SC98   | ۱۹ سپتامبر ۲۰۰۳ |
| ۱۳۶۱۳۳ | 2003 SC110  | ۲۰ سپتامبر ۲۰۰۳ |
| ۱۳۶۱۳۴ | 2003 SY117  | ۱۶ سپتامبر ۲۰۰۳ |
| ۱۳۶۱۳۵ | 2003 SN138  | ۲۰ سپتامبر ۲۰۰۳ |
| ۱۳۶۱۳۶ | 2003 ST147  | ۲۱ سپتامبر ۲۰۰۳ |
| ۱۳۶۱۳۷ | 2003 SU188  | ۲۲ سپتامبر ۲۰۰۳ |
| ۱۳۶۱۳۸ | 2003 SH199  | ۲۱ سپتامبر ۲۰۰۳ |
| ۱۳۶۱۳۹ | 2003 SH201  | ۲۴ سپتامبر ۲۰۰۳ |
| ۱۳۶۱۴۰ | 2003 SS220  | ۲۹ سپتامبر ۲۰۰۳ |
| ۱۳۶۱۴۱ | 2003 SM228  | ۲۶ سپتامبر ۲۰۰۳ |
| ۱۳۶۱۴۲ | 2003 ST235  | ۲۷ سپتامبر ۲۰۰۳ |
| ۱۳۶۱۴۳ | 2003 SQ251  | ۲۶ سپتامبر ۲۰۰۳ |
| ۱۳۶۱۴۴ | 2003 SV288  | ۲۸ سپتامبر ۲۰۰۳ |
| ۱۳۶۱۴۵ | 2003 SC291  | ۲۹ سپتامبر ۲۰۰۳ |
| ۱۳۶۱۴۶ | 2003 SA294  | ۲۸ سپتامبر ۲۰۰۳ |
| ۱۳۶۱۴۷ | 2003 SU296  | ۲۹ سپتامبر ۲۰۰۳ |
| ۱۳۶۱۴۸ | 2003 SC306  | ۳۰ سپتامبر ۲۰۰۳ |
| ۱۳۶۱۴۹ | 2003 SR313  | ۲۹ سپتامبر ۲۰۰۳ |
| ۱۳۶۱۴۹ | 2003 TJ     | ۲ اکتبر ۲۰۰۳    |
| ۱۳۶۱۵۱ | 2003 TM2    | ۱ اکتبر ۲۰۰۳    |
| ۱۳۶۱۵۲ | 2003 TQ12   | ۱۴ اکتبر ۲۰۰۳   |
| ۱۳۶۱۵۳ | 2003 TH13   | ۲ اکتبر ۲۰۰۳    |
| ۱۳۶۱۵۴ | 2003 TX14   | ۱۴ اکتبر ۲۰۰۳   |
| ۱۳۶۱۵۵ | 2003 TQ24   | ۱ اکتبر ۲۰۰۳    |
| ۱۳۶۱۵۶ | 2003 TX27   | ۱ اکتبر ۲۰۰۳    |
| ۱۳۶۱۵۷ | 2003 TQ39   | ۲ اکتبر ۲۰۰۳    |
| ۱۳۶۱۵۸ | 2003 UU14   | ۱۶ اکتبر ۲۰۰۳   |
| ۱۳۶۱۵۹ | 2003 UE15   | ۱۶ اکتبر ۲۰۰۳   |
| ۱۳۶۱۶۰ | 2003 UU15   | ۱۶ اکتبر ۲۰۰۳   |
| ۱۳۶۱۶۱ | 2003 US23   | ۲۲ اکتبر ۲۰۰۳   |
| ۱۳۶۱۶۲ | 2003 UR29   | ۲۱ اکتبر ۲۰۰۳   |
| ۱۳۶۱۶۳ | 2003 UY40   | ۱۶ اکتبر ۲۰۰۳   |
| ۱۳۶۱۶۴ | 2003 UO47   | ۲۴ اکتبر ۲۰۰۳   |
| ۱۳۶۱۶۵ | 2003 UQ48   | ۱۶ اکتبر ۲۰۰۳   |
| ۱۳۶۱۶۶ | 2003 UH73   | ۱۹ اکتبر ۲۰۰۳   |
| ۱۳۶۱۶۷ | 2003 UP85   | ۱۸ اکتبر ۲۰۰۳   |
| ۱۳۶۱۶۸ | 2003 UC98   | ۱۹ اکتبر ۲۰۰۳   |
| ۱۳۶۱۶۹ | 2003 UN109  | ۱۹ اکتبر ۲۰۰۳   |
| ۱۳۶۱۷۰ | 2003 UD118  | ۱۷ اکتبر ۲۰۰۳   |
| ۱۳۶۱۷۱ | 2003 UE119  | ۱۸ اکتبر ۲۰۰۳   |
| ۱۳۶۱۷۲ | 2003 US123  | ۱۹ اکتبر ۲۰۰۳   |
| ۱۳۶۱۷۳ | 2003 UU129  | ۱۸ اکتبر ۲۰۰۳   |
| ۱۳۶۱۷۴ | 2003 UJ132  | ۱۹ اکتبر ۲۰۰۳   |
| ۱۳۶۱۷۵ | 2003 UV132  | ۱۹ اکتبر ۲۰۰۳   |
| ۱۳۶۱۷۶ | 2003 UU141  | ۱۸ اکتبر ۲۰۰۳   |
| ۱۳۶۱۷۷ | 2003 UY143  | ۱۸ اکتبر ۲۰۰۳   |
| ۱۳۶۱۷۸ | 2003 UJ146  | ۱۸ اکتبر ۲۰۰۳   |
| ۱۳۶۱۷۹ | 2003 UE147  | ۱۸ اکتبر ۲۰۰۳   |
| ۱۳۶۱۸۰ | 2003 UJ183  | ۲۱ اکتبر ۲۰۰۳   |
| ۱۳۶۱۸۱ | 2003 UB199  | ۲۱ اکتبر ۲۰۰۳   |
| ۱۳۶۱۸۲ | 2003 UE202  | ۲۱ اکتبر ۲۰۰۳   |
| ۱۳۶۱۸۳ | 2003 UH208  | ۲۲ اکتبر ۲۰۰۳   |
| ۱۳۶۱۸۴ | 2003 UV209  | ۲۳ اکتبر ۲۰۰۳   |
| ۱۳۶۱۸۵ | 2003 UH210  | ۲۳ اکتبر ۲۰۰۳   |
| ۱۳۶۱۸۶ | 2003 UV210  | ۲۳ اکتبر ۲۰۰۳   |
| ۱۳۶۱۸۷ | 2003 UP218  | ۲۱ اکتبر ۲۰۰۳   |
| ۱۳۶۱۸۸ | 2003 UC232  | ۲۴ اکتبر ۲۰۰۳   |
| ۱۳۶۱۸۹ | 2003 UT237  | ۲۳ اکتبر ۲۰۰۳   |
| ۱۳۶۱۹۰ | 2003 UU243  | ۲۴ اکتبر ۲۰۰۳   |
| ۱۳۶۱۹۱ | 2003 UU247  | ۲۴ اکتبر ۲۰۰۳   |
| ۱۳۶۱۹۲ | 2003 UT253  | ۲۲ اکتبر ۲۰۰۳   |
| ۱۳۶۱۹۳ | 2003 UX256  | ۲۵ اکتبر ۲۰۰۳   |
| ۱۳۶۱۹۴ | 2003 UX267  | ۲۸ اکتبر ۲۰۰۳   |
| ۱۳۶۱۹۵ | 2003 UU276  | ۳۰ اکتبر ۲۰۰۳   |
| ۱۳۶۱۹۶ | 2003 UF279  | ۲۶ اکتبر ۲۰۰۳   |
| ۱۳۶۱۹۷ | 2003 UH287  | ۲۲ اکتبر ۲۰۰۳   |
| ۱۳۶۱۹۸ | 2003 UJ296  | ۱۶ اکتبر ۲۰۰۳   |
| ۱۳۶۱۹۹ | Eris        | ۲۱ اکتبر ۲۰۰۳   |
| ۱۳۶۲۰۰ | 2003 VS5    | ۱۵ نوامبر ۲۰۰۳  |
| ۱۳۶۲۰۱ | 2003 VM8    | ۱۵ نوامبر ۲۰۰۳  |
| ۱۳۶۲۰۲ | 2003 WY3    | ۱۸ نوامبر ۲۰۰۳  |
| ۱۳۶۲۰۳ | 2003 WD6    | ۱۸ نوامبر ۲۰۰۳  |
| ۱۳۶۲۰۴ | 2003 WL7    | ۱۶ نوامبر ۲۰۰۳  |
| ۱۳۶۲۰۵ | 2003 WM10   | ۱۸ نوامبر ۲۰۰۳  |
| ۱۳۶۲۰۶ | 2003 WN19   | ۱۹ نوامبر ۲۰۰۳  |
| ۱۳۶۲۰۷ | 2003 WW19   | ۱۹ نوامبر ۲۰۰۳  |
| ۱۳۶۲۰۸ | 2003 WD20   | ۱۹ نوامبر ۲۰۰۳  |
| ۱۳۶۲۰۹ | 2003 WF20   | ۱۹ نوامبر ۲۰۰۳  |
| ۱۳۶۲۱۰ | 2003 WG30   | ۱۸ نوامبر ۲۰۰۳  |
| ۱۳۶۲۱۱ | 2003 WN33   | ۱۸ نوامبر ۲۰۰۳  |
| ۱۳۶۲۱۲ | 2003 WA35   | ۱۹ نوامبر ۲۰۰۳  |
| ۱۳۶۲۱۳ | 2003 WJ50   | ۱۹ نوامبر ۲۰۰۳  |
| ۱۳۶۲۱۴ | 2003 WM50   | ۱۹ نوامبر ۲۰۰۳  |
| ۱۳۶۲۱۵ | 2003 WK61   | ۱۹ نوامبر ۲۰۰۳  |
| ۱۳۶۲۱۶ | 2003 WK71   | ۲۰ نوامبر ۲۰۰۳  |
| ۱۳۶۲۱۷ | 2003 WK72   | ۲۰ نوامبر ۲۰۰۳  |
| ۱۳۶۲۱۸ | 2003 WR73   | ۲۰ نوامبر ۲۰۰۳  |
| ۱۳۶۲۱۹ | 2003 WZ76   | ۱۹ نوامبر ۲۰۰۳  |
| ۱۳۶۲۲۰ | 2003 WO78   | ۲۰ نوامبر ۲۰۰۳  |
| ۱۳۶۲۲۱ | 2003 WW80   | ۲۰ نوامبر ۲۰۰۳  |
| ۱۳۶۲۲۲ | 2003 WE82   | ۱۹ نوامبر ۲۰۰۳  |
| ۱۳۶۲۲۳ | 2003 WL84   | ۱۹ نوامبر ۲۰۰۳  |
| ۱۳۶۲۲۴ | 2003 WH86   | ۲۱ نوامبر ۲۰۰۳  |
| ۱۳۶۲۲۵ | 2003 WJ99   | ۲۰ نوامبر ۲۰۰۳  |
| ۱۳۶۲۲۶ | 2003 WH100  | ۲۰ نوامبر ۲۰۰۳  |
| ۱۳۶۲۲۷ | 2003 WZ103  | ۲۱ نوامبر ۲۰۰۳  |
| ۱۳۶۲۲۸ | 2003 WN106  | ۲۱ نوامبر ۲۰۰۳  |
| ۱۳۶۲۲۹ | 2003 WG112  | ۲۰ نوامبر ۲۰۰۳  |
| ۱۳۶۲۳۰ | 2003 WC117  | ۲۰ نوامبر ۲۰۰۳  |
| ۱۳۶۲۳۱ | 2003 WH118  | ۲۰ نوامبر ۲۰۰۳  |
| ۱۳۶۲۳۲ | 2003 WH119  | ۲۰ نوامبر ۲۰۰۳  |
| ۱۳۶۲۳۳ | 2003 WX120  | ۲۰ نوامبر ۲۰۰۳  |
| ۱۳۶۲۳۴ | 2003 WA121  | ۲۰ نوامبر ۲۰۰۳  |
| ۱۳۶۲۳۵ | 2003 WL122  | ۲۰ نوامبر ۲۰۰۳  |
| ۱۳۶۲۳۶ | 2003 WP137  | ۲۱ نوامبر ۲۰۰۳  |
| ۱۳۶۲۳۷ | 2003 WU141  | ۲۱ نوامبر ۲۰۰۳  |
| ۱۳۶۲۳۸ | 2003 WX141  | ۲۱ نوامبر ۲۰۰۳  |
| ۱۳۶۲۳۹ | 2003 WG142  | ۲۱ نوامبر ۲۰۰۳  |
| ۱۳۶۲۴۰ | 2003 WY143  | ۲۱ نوامبر ۲۰۰۳  |
| ۱۳۶۲۴۱ | 2003 WM170  | ۲۰ نوامبر ۲۰۰۳  |
| ۱۳۶۲۴۱ | 2003 XZ     | ۱ دسامبر ۲۰۰۳   |
| ۱۳۶۲۴۳ | 2003 XY2    | ۱ دسامبر ۲۰۰۳   |
| ۱۳۶۲۴۴ | 2003 XV3    | ۱ دسامبر ۲۰۰۳   |
| ۱۳۶۲۴۵ | 2003 XE4    | ۱ دسامبر ۲۰۰۳   |
| ۱۳۶۲۴۶ | 2003 XN5    | ۳ دسامبر ۲۰۰۳   |
| ۱۳۶۲۴۷ | 2003 XU5    | ۳ دسامبر ۲۰۰۳   |
| ۱۳۶۲۴۸ | 2003 XK9    | ۴ دسامبر ۲۰۰۳   |
| ۱۳۶۲۴۹ | 2003 XP15   | ۳ دسامبر ۲۰۰۳   |
| ۱۳۶۲۵۰ | 2003 XP16   | ۱۴ دسامبر ۲۰۰۳  |
| ۱۳۶۲۵۱ | 2003 XD19   | ۱۴ دسامبر ۲۰۰۳  |
| ۱۳۶۲۵۲ | 2003 XX34   | ۳ دسامبر ۲۰۰۳   |
| ۱۳۶۲۵۳ | 2003 XA39   | ۴ دسامبر ۲۰۰۳   |
| ۱۳۶۲۵۴ | 2003 YL7    | ۱۷ دسامبر ۲۰۰۳  |
| ۱۳۶۲۵۵ | 2003 YE18   | ۱۶ دسامبر ۲۰۰۳  |
| ۱۳۶۲۵۶ | 2003 YS31   | ۱۸ دسامبر ۲۰۰۳  |
| ۱۳۶۲۵۷ | 2003 YR37   | ۱۸ دسامبر ۲۰۰۳  |
| ۱۳۶۲۵۸ | 2003 YQ43   | ۱۹ دسامبر ۲۰۰۳  |
| ۱۳۶۲۵۹ | 2003 YH45   | ۱۷ دسامبر ۲۰۰۳  |
| ۱۳۶۲۶۰ | 2003 YV58   | ۱۹ دسامبر ۲۰۰۳  |
| ۱۳۶۲۶۱ | 2003 YO60   | ۱۹ دسامبر ۲۰۰۳  |
| ۱۳۶۲۶۲ | 2003 YV64   | ۱۹ دسامبر ۲۰۰۳  |
| ۱۳۶۲۶۳ | 2003 YR68   | ۱۹ دسامبر ۲۰۰۳  |
| ۱۳۶۲۶۴ | 2003 YC70   | ۲۱ دسامبر ۲۰۰۳  |
| ۱۳۶۲۶۵ | 2003 YN71   | ۱۸ دسامبر ۲۰۰۳  |
| ۱۳۶۲۶۶ | 2003 YV74   | ۱۸ دسامبر ۲۰۰۳  |
| ۱۳۶۲۶۷ | 2003 YR80   | ۱۸ دسامبر ۲۰۰۳  |
| ۱۳۶۲۶۸ | 2003 YB83   | ۱۸ دسامبر ۲۰۰۳  |
| ۱۳۶۲۶۹ | 2003 YQ87   | ۱۹ دسامبر ۲۰۰۳  |
| ۱۳۶۲۷۰ | 2003 YP89   | ۱۹ دسامبر ۲۰۰۳  |
| ۱۳۶۲۷۱ | 2003 YT95   | ۱۹ دسامبر ۲۰۰۳  |
| ۱۳۶۲۷۲ | 2003 YF107  | ۲۲ دسامبر ۲۰۰۳  |
| ۱۳۶۲۷۳ | 2003 YT107  | ۲۵ دسامبر ۲۰۰۳  |
| ۱۳۶۲۷۴ | 2003 YO111  | ۲۳ دسامبر ۲۰۰۳  |
| ۱۳۶۲۷۵ | 2003 YM113  | ۲۳ دسامبر ۲۰۰۳  |
| ۱۳۶۲۷۶ | 2003 YZ123  | ۲۸ دسامبر ۲۰۰۳  |
| ۱۳۶۲۷۷ | 2003 YL125  | ۲۷ دسامبر ۲۰۰۳  |
| ۱۳۶۲۷۸ | 2003 YO125  | ۲۷ دسامبر ۲۰۰۳  |
| ۱۳۶۲۷۹ | 2003 YU125  | ۲۷ دسامبر ۲۰۰۳  |
| ۱۳۶۲۸۰ | 2003 YW125  | ۲۷ دسامبر ۲۰۰۳  |
| ۱۳۶۲۸۱ | 2003 YY128  | ۲۷ دسامبر ۲۰۰۳  |
| ۱۳۶۲۸۲ | 2003 YZ129  | ۲۷ دسامبر ۲۰۰۳  |
| ۱۳۶۲۸۳ | 2003 YE130  | ۲۷ دسامبر ۲۰۰۳  |
| ۱۳۶۲۸۴ | 2003 YY134  | ۲۸ دسامبر ۲۰۰۳  |
| ۱۳۶۲۸۵ | 2003 YF140  | ۲۸ دسامبر ۲۰۰۳  |
| ۱۳۶۲۸۶ | 2003 YG146  | ۲۸ دسامبر ۲۰۰۳  |
| ۱۳۶۲۸۷ | 2003 YR151  | ۲۹ دسامبر ۲۰۰۳  |
| ۱۳۶۲۸۸ | 2004 AZ1    | ۱۳ ژانویه ۲۰۰۴  |
| ۱۳۶۲۸۹ | 2004 AY2    | ۳ ژانویه ۲۰۰۴   |
| ۱۳۶۲۹۰ | 2004 AH6    | ۱۳ ژانویه ۲۰۰۴  |
| ۱۳۶۲۹۱ | 2004 AV9    | ۱۵ ژانویه ۲۰۰۴  |
| ۱۳۶۲۹۲ | 2004 AU10   | ۱۵ ژانویه ۲۰۰۴  |
| ۱۳۶۲۹۳ | 2004 AG14   | ۱۳ ژانویه ۲۰۰۴  |
| ۱۳۶۲۹۴ | 2004 AK26   | ۱۳ ژانویه ۲۰۰۴  |
| ۱۳۶۲۹۵ | 2004 BF2    | ۱۶ ژانویه ۲۰۰۴  |
| ۱۳۶۲۹۶ | 2004 BR2    | ۱۶ ژانویه ۲۰۰۴  |
| ۱۳۶۲۹۷ | 2004 BN9    | ۱۶ ژانویه ۲۰۰۴  |
| ۱۳۶۲۹۸ | 2004 BP9    | ۱۶ ژانویه ۲۰۰۴  |
| ۱۳۶۲۹۹ | 2004 BU13   | ۱۷ ژانویه ۲۰۰۴  |
| ۱۳۶۳۰۰ | 2004 BU14   | ۱۶ ژانویه ۲۰۰۴  |
| ۱۳۶۳۰۱ | 2004 BX14   | ۱۶ ژانویه ۲۰۰۴  |
| ۱۳۶۳۰۲ | 2004 BL19   | ۱۷ ژانویه ۲۰۰۴  |
| ۱۳۶۳۰۳ | 2004 BC23   | ۱۷ ژانویه ۲۰۰۴  |
| ۱۳۶۳۰۴ | 2004 BB24   | ۱۹ ژانویه ۲۰۰۴  |
| ۱۳۶۳۰۵ | 2004 BA34   | ۱۹ ژانویه ۲۰۰۴  |
| ۱۳۶۳۰۶ | 2004 BF35   | ۱۹ ژانویه ۲۰۰۴  |
| ۱۳۶۳۰۷ | 2004 BX43   | ۲۲ ژانویه ۲۰۰۴  |
| ۱۳۶۳۰۸ | 2004 BK44   | ۲۲ ژانویه ۲۰۰۴  |
| ۱۳۶۳۰۹ | 2004 BO44   | ۲۲ ژانویه ۲۰۰۴  |
| ۱۳۶۳۱۰ | 2004 BB47   | ۲۱ ژانویه ۲۰۰۴  |
| ۱۳۶۳۱۱ | 2004 BP47   | ۲۱ ژانویه ۲۰۰۴  |
| ۱۳۶۳۱۲ | 2004 BQ49   | ۲۱ ژانویه ۲۰۰۴  |
| ۱۳۶۳۱۳ | 2004 BO51   | ۲۱ ژانویه ۲۰۰۴  |
| ۱۳۶۳۱۴ | 2004 BS51   | ۲۱ ژانویه ۲۰۰۴  |
| ۱۳۶۳۱۵ | 2004 BF56   | ۲۳ ژانویه ۲۰۰۴  |
| ۱۳۶۳۱۶ | 2004 BU56   | ۲۳ ژانویه ۲۰۰۴  |
| ۱۳۶۳۱۷ | 2004 BO57   | ۲۳ ژانویه ۲۰۰۴  |
| ۱۳۶۳۱۸ | 2004 BK60   | ۲۱ ژانویه ۲۰۰۴  |
| ۱۳۶۳۱۹ | 2004 BA61   | ۲۱ ژانویه ۲۰۰۴  |
| ۱۳۶۳۲۰ | 2004 BX61   | ۲۲ ژانویه ۲۰۰۴  |
| ۱۳۶۳۲۱ | 2004 BM74   | ۲۴ ژانویه ۲۰۰۴  |
| ۱۳۶۳۲۲ | 2004 BP80   | ۲۴ ژانویه ۲۰۰۴  |
| ۱۳۶۳۲۳ | 2004 BE81   | ۲۶ ژانویه ۲۰۰۴  |
| ۱۳۶۳۲۴ | 2004 BY86   | ۲۲ ژانویه ۲۰۰۴  |
| ۱۳۶۳۲۵ | 2004 BC88   | ۲۳ ژانویه ۲۰۰۴  |
| ۱۳۶۳۲۶ | 2004 BS89   | ۲۳ ژانویه ۲۰۰۴  |
| ۱۳۶۳۲۷ | 2004 BG94   | ۲۲ ژانویه ۲۰۰۴  |
| ۱۳۶۳۲۸ | 2004 BX101  | ۲۹ ژانویه ۲۰۰۴  |
| ۱۳۶۳۲۹ | 2004 BC105  | ۲۴ ژانویه ۲۰۰۴  |
| ۱۳۶۳۳۰ | 2004 BM107  | ۲۸ ژانویه ۲۰۰۴  |
| ۱۳۶۳۳۱ | 2004 BG108  | ۲۸ ژانویه ۲۰۰۴  |
| ۱۳۶۳۳۲ | 2004 BS111  | ۲۹ ژانویه ۲۰۰۴  |
| ۱۳۶۳۳۳ | 2004 BA149  | ۱۶ ژانویه ۲۰۰۴  |
| ۱۳۶۳۳۴ | 2004 BX149  | ۱۷ ژانویه ۲۰۰۴  |
| ۱۳۶۳۳۵ | 2004 CZ4    | ۱۰ فوریه ۲۰۰۴   |
| ۱۳۶۳۳۶ | 2004 CK12   | ۱۱ فوریه ۲۰۰۴   |
| ۱۳۶۳۳۷ | 2004 CY12   | ۱۱ فوریه ۲۰۰۴   |
| ۱۳۶۳۳۸ | 2004 CT14   | ۱۱ فوریه ۲۰۰۴   |
| ۱۳۶۳۳۹ | 2004 CW14   | ۱۱ فوریه ۲۰۰۴   |
| ۱۳۶۳۴۰ | 2004 CV18   | ۱۰ فوریه ۲۰۰۴   |
| ۱۳۶۳۴۱ | 2004 CO23   | ۱۲ فوریه ۲۰۰۴   |
| ۱۳۶۳۴۲ | 2004 CR26   | ۱۱ فوریه ۲۰۰۴   |
| ۱۳۶۳۴۳ | 2004 CO31   | ۱۲ فوریه ۲۰۰۴   |
| ۱۳۶۳۴۴ | 2004 CE33   | ۱۲ فوریه ۲۰۰۴   |
| ۱۳۶۳۴۵ | 2004 CO35   | ۱۱ فوریه ۲۰۰۴   |
| ۱۳۶۳۴۶ | 2004 CT44   | ۱۳ فوریه ۲۰۰۴   |
| ۱۳۶۳۴۷ | 2004 CO52   | ۱۱ فوریه ۲۰۰۴   |
| ۱۳۶۳۴۸ | 2004 CQ70   | ۱۲ فوریه ۲۰۰۴   |
| ۱۳۶۳۴۹ | 2004 CA71   | ۱۲ فوریه ۲۰۰۴   |
| ۱۳۶۳۵۰ | 2004 CS71   | ۱۳ فوریه ۲۰۰۴   |
| ۱۳۶۳۵۱ | 2004 CZ71   | ۱۳ فوریه ۲۰۰۴   |
| ۱۳۶۳۵۲ | 2004 CA77   | ۱۱ فوریه ۲۰۰۴   |
| ۱۳۶۳۵۳ | 2004 CC78   | ۱۱ فوریه ۲۰۰۴   |
| ۱۳۶۳۵۴ | 2004 CK78   | ۱۱ فوریه ۲۰۰۴   |
| ۱۳۶۳۵۵ | 2004 CF81   | ۱۲ فوریه ۲۰۰۴   |
| ۱۳۶۳۵۶ | 2004 CG98   | ۱۴ فوریه ۲۰۰۴   |
| ۱۳۶۳۵۷ | 2004 CX121  | ۱۲ فوریه ۲۰۰۴   |
| ۱۳۶۳۵۸ | 2004 DB3    | ۱۶ فوریه ۲۰۰۴   |
| ۱۳۶۳۵۹ | 2004 DS4    | ۱۶ فوریه ۲۰۰۴   |
| ۱۳۶۳۶۰ | 2004 DO19   | ۱۷ فوریه ۲۰۰۴   |
| ۱۳۶۳۶۱ | 2004 DP23   | ۱۸ فوریه ۲۰۰۴   |
| ۱۳۶۳۶۲ | 2004 DF27   | ۱۶ فوریه ۲۰۰۴   |
| ۱۳۶۳۶۳ | 2004 DS30   | ۱۷ فوریه ۲۰۰۴   |
| ۱۳۶۳۶۴ | 2004 DV72   | ۱۷ فوریه ۲۰۰۴   |
| ۱۳۶۳۶۵ | 2004 EZ2    | ۹ مارس ۲۰۰۴     |
| ۱۳۶۳۶۶ | 2004 EK5    | ۱۱ مارس ۲۰۰۴    |
| ۱۳۶۳۶۷ | 2004 EU11   | ۱۰ مارس ۲۰۰۴    |
| ۱۳۶۳۶۸ | 2004 EC15   | ۱۱ مارس ۲۰۰۴    |
| ۱۳۶۳۶۹ | 2004 EG22   | ۱۵ مارس ۲۰۰۴    |
| ۱۳۶۳۷۰ | 2004 ED26   | ۱۴ مارس ۲۰۰۴    |
| ۱۳۶۳۷۱ | 2004 ER30   | ۱۵ مارس ۲۰۰۴    |
| ۱۳۶۳۷۲ | 2004 EY34   | ۱۲ مارس ۲۰۰۴    |
| ۱۳۶۳۷۳ | 2004 EN55   | ۱۴ مارس ۲۰۰۴    |
| ۱۳۶۳۷۴ | 2004 EA59   | ۱۵ مارس ۲۰۰۴    |
| ۱۳۶۳۷۵ | 2004 EV64   | ۱۴ مارس ۲۰۰۴    |
| ۱۳۶۳۷۶ | 2004 EF83   | ۱۴ مارس ۲۰۰۴    |
| ۱۳۶۳۷۷ | 2004 FV22   | ۱۷ مارس ۲۰۰۴    |
| ۱۳۶۳۷۸ | 2004 FF24   | ۱۷ مارس ۲۰۰۴    |
| ۱۳۶۳۷۹ | 2004 FY33   | ۱۶ مارس ۲۰۰۴    |
| ۱۳۶۳۸۰ | 2004 FR36   | ۱۶ مارس ۲۰۰۴    |
| ۱۳۶۳۸۱ | 2004 FU44   | ۱۶ مارس ۲۰۰۴    |
| ۱۳۶۳۸۲ | 2004 FQ49   | ۱۸ مارس ۲۰۰۴    |
| ۱۳۶۳۸۳ | 2004 FT65   | ۱۹ مارس ۲۰۰۴    |
| ۱۳۶۳۸۴ | 2004 FS104  | ۲۳ مارس ۲۰۰۴    |
| ۱۳۶۳۸۵ | 2004 FR148  | ۳۱ مارس ۲۰۰۴    |
| ۱۳۶۳۸۶ | 2004 FD152  | ۱۷ مارس ۲۰۰۴    |
| ۱۳۶۳۸۷ | 2004 GJ34   | ۱۳ آوریل ۲۰۰۴   |
| ۱۳۶۳۸۸ | 2004 GA37   | ۱۴ آوریل ۲۰۰۴   |
| ۱۳۶۳۸۹ | 2004 HJ40   | ۱۹ آوریل ۲۰۰۴   |
| ۱۳۶۳۹۰ | 2004 HA41   | ۱۹ آوریل ۲۰۰۴   |
| ۱۳۶۳۹۱ | 2004 JA25   | ۱۵ مه ۲۰۰۴      |
| ۱۳۶۳۹۲ | 2004 PL93   | ۱۱ اوت ۲۰۰۴     |
| ۱۳۶۳۹۳ | 2004 SE30   | ۱۷ سپتامبر ۲۰۰۴ |
| ۱۳۶۳۹۴ | 2004 TB106  | ۷ اکتبر ۲۰۰۴    |
| ۱۳۶۳۹۵ | 2004 TO212  | ۸ اکتبر ۲۰۰۴    |
| ۱۳۶۳۹۶ | 2004 XZ113  | ۱۰ دسامبر ۲۰۰۴  |
| ۱۳۶۳۹۷ | 2004 XB134  | ۱۵ دسامبر ۲۰۰۴  |
| ۱۳۶۳۹۸ | 2004 XC158  | ۱۴ دسامبر ۲۰۰۴  |
| ۱۳۶۳۹۹ | 2004 XZ176  | ۱۱ دسامبر ۲۰۰۴  |
| ۱۳۶۴۰۰ | 2004 XW180  | ۱۴ دسامبر ۲۰۰۴  |
| ۱۳۶۴۰۱ | 2004 YV19   | ۱۸ دسامبر ۲۰۰۴  |
| ۱۳۶۴۰۲ | 2004 YD20   | ۱۸ دسامبر ۲۰۰۴  |
| ۱۳۶۴۰۳ | 2004 YS20   | ۱۸ دسامبر ۲۰۰۴  |
| ۱۳۶۴۰۴ | 2005 AU11   | ۶ ژانویه ۲۰۰۵   |
| ۱۳۶۴۰۵ | 2005 AV16   | ۶ ژانویه ۲۰۰۵   |
| ۱۳۶۴۰۶ | 2005 AR32   | ۱۱ ژانویه ۲۰۰۵  |
| ۱۳۶۴۰۷ | 2005 AR39   | ۱۳ ژانویه ۲۰۰۵  |
| ۱۳۶۴۰۸ | 2005 AT53   | ۱۳ ژانویه ۲۰۰۵  |
| ۱۳۶۴۰۹ | 2005 AE54   | ۱۳ ژانویه ۲۰۰۵  |
| ۱۳۶۴۱۰ | 2005 AX56   | ۱۵ ژانویه ۲۰۰۵  |
| ۱۳۶۴۱۱ | 2005 AL79   | ۱۵ ژانویه ۲۰۰۵  |
| ۱۳۶۴۱۲ | 2005 BG25   | ۱۸ ژانویه ۲۰۰۵  |
| ۱۳۶۴۱۳ | 2005 CH11   | ۱ فوریه ۲۰۰۵    |
| ۱۳۶۴۱۴ | 2005 CW35   | ۳ فوریه ۲۰۰۵    |
| ۱۳۶۴۱۵ | 2005 CE43   | ۲ فوریه ۲۰۰۵    |
| ۱۳۶۴۱۶ | 2005 CY43   | ۲ فوریه ۲۰۰۵    |
| ۱۳۶۴۱۷ | 2005 CO45   | ۲ فوریه ۲۰۰۵    |
| ۱۳۶۴۱۸ | 2005 CJ46   | ۲ فوریه ۲۰۰۵    |
| ۱۳۶۴۱۹ | 2005 CA48   | ۲ فوریه ۲۰۰۵    |
| ۱۳۶۴۲۰ | 2005 CL48   | ۲ فوریه ۲۰۰۵    |
| ۱۳۶۴۲۱ | 2005 CK49   | ۲ فوریه ۲۰۰۵    |
| ۱۳۶۴۲۲ | 2005 CS49   | ۲ فوریه ۲۰۰۵    |
| ۱۳۶۴۲۳ | 2005 CH50   | ۲ فوریه ۲۰۰۵    |
| ۱۳۶۴۲۴ | 2005 CW51   | ۲ فوریه ۲۰۰۵    |
| ۱۳۶۴۲۵ | 2005 CQ58   | ۲ فوریه ۲۰۰۵    |
| ۱۳۶۴۲۶ | 2005 CJ69   | ۴ فوریه ۲۰۰۵    |
| ۱۳۶۴۲۷ | 2005 ET3    | ۱ مارس ۲۰۰۵     |
| ۱۳۶۴۲۸ | 2005 EK12   | ۲ مارس ۲۰۰۵     |
| ۱۳۶۴۲۹ | 2005 EU13   | ۳ مارس ۲۰۰۵     |
| ۱۳۶۴۳۰ | 2005 EV13   | ۳ مارس ۲۰۰۵     |
| ۱۳۶۴۳۱ | 2005 ER16   | ۳ مارس ۲۰۰۵     |
| ۱۳۶۴۳۲ | 2005 EW20   | ۳ مارس ۲۰۰۵     |
| ۱۳۶۴۳۳ | 2005 ER28   | ۳ مارس ۲۰۰۵     |
| ۱۳۶۴۳۴ | 2005 EA32   | ۳ مارس ۲۰۰۵     |
| ۱۳۶۴۳۵ | 2005 EH32   | ۳ مارس ۲۰۰۵     |
| ۱۳۶۴۳۶ | 2005 EA41   | ۱ مارس ۲۰۰۵     |
| ۱۳۶۴۳۷ | 2005 EZ42   | ۳ مارس ۲۰۰۵     |
| ۱۳۶۴۳۸ | 2005 EU45   | ۳ مارس ۲۰۰۵     |
| ۱۳۶۴۳۹ | 2005 EV53   | ۴ مارس ۲۰۰۵     |
| ۱۳۶۴۴۰ | 2005 EK56   | ۴ مارس ۲۰۰۵     |
| ۱۳۶۴۴۱ | 2005 EP58   | ۴ مارس ۲۰۰۵     |
| ۱۳۶۴۴۲ | 2005 EE62   | ۴ مارس ۲۰۰۵     |
| ۱۳۶۴۴۳ | 2005 EN67   | ۴ مارس ۲۰۰۵     |
| ۱۳۶۴۴۴ | 2005 EX84   | ۴ مارس ۲۰۰۵     |
| ۱۳۶۴۴۵ | 2005 EP108  | ۴ مارس ۲۰۰۵     |
| ۱۳۶۴۴۶ | 2005 EO115  | ۴ مارس ۲۰۰۵     |
| ۱۳۶۴۴۷ | 2005 EN124  | ۸ مارس ۲۰۰۵     |
| ۱۳۶۴۴۸ | 2005 ES125  | ۸ مارس ۲۰۰۵     |
| ۱۳۶۴۴۹ | 2005 EA140  | ۹ مارس ۲۰۰۵     |
| ۱۳۶۴۵۰ | 2005 EX141  | ۱۰ مارس ۲۰۰۵    |
| ۱۳۶۴۵۱ | 2005 EU154  | ۸ مارس ۲۰۰۵     |
| ۱۳۶۴۵۲ | 2005 EQ166  | ۱۱ مارس ۲۰۰۵    |
| ۱۳۶۴۵۳ | 2005 EO173  | ۸ مارس ۲۰۰۵     |
| ۱۳۶۴۵۴ | 2005 EF182  | ۹ مارس ۲۰۰۵     |
| ۱۳۶۴۵۵ | 2005 ET184  | ۹ مارس ۲۰۰۵     |
| ۱۳۶۴۵۶ | 2005 EO188  | ۱۰ مارس ۲۰۰۵    |
| ۱۳۶۴۵۷ | 2005 EK202  | ۸ مارس ۲۰۰۵     |
| ۱۳۶۴۵۸ | 2005 EM206  | ۱۳ مارس ۲۰۰۵    |
| ۱۳۶۴۵۹ | 2005 EA219  | ۱۰ مارس ۲۰۰۵    |
| ۱۳۶۴۶۰ | 2005 EJ224  | ۱۰ مارس ۲۰۰۵    |
| ۱۳۶۴۶۱ | 2005 EO224  | ۱۱ مارس ۲۰۰۵    |
| ۱۳۶۴۶۲ | 2005 EO227  | ۹ مارس ۲۰۰۵     |
| ۱۳۶۴۶۳ | 2005 EK252  | ۱۰ مارس ۲۰۰۵    |
| ۱۳۶۴۶۴ | 2005 EV253  | ۱۱ مارس ۲۰۰۵    |
| ۱۳۶۴۶۵ | 2005 EA266  | ۱۳ مارس ۲۰۰۵    |
| ۱۳۶۴۶۶ | 2005 EO271  | ۱۳ مارس ۲۰۰۵    |
| ۱۳۶۴۶۷ | 2005 EO276  | ۸ مارس ۲۰۰۵     |
| ۱۳۶۴۶۸ | 2005 EF283  | ۱۱ مارس ۲۰۰۵    |
| ۱۳۶۴۶۹ | 2005 FM2    | ۱۷ مارس ۲۰۰۵    |
| ۱۳۶۴۷۰ | 2005 FY6    | ۳۰ مارس ۲۰۰۵    |
| ۱۳۶۴۷۱ | 2005 FJ7    | ۳۰ مارس ۲۰۰۵    |
| ۱۳۶۴۷۲ | Makemake    | ۳۱ مارس ۲۰۰۵    |
| ۱۳۶۴۷۲ | 2005 GB     | ۱ آوریل ۲۰۰۵    |
| ۱۳۶۴۷۴ | 2005 GX27   | ۳ آوریل ۲۰۰۵    |
| ۱۳۶۴۷۵ | 2005 GE44   | ۵ آوریل ۲۰۰۵    |
| ۱۳۶۴۷۶ | 2005 GT55   | ۶ آوریل ۲۰۰۵    |
| ۱۳۶۴۷۷ | 2005 GB59   | ۴ آوریل ۲۰۰۵    |
| ۱۳۶۴۷۸ | 2005 GD63   | ۲ آوریل ۲۰۰۵    |
| ۱۳۶۴۷۹ | 2005 GH68   | ۲ آوریل ۲۰۰۵    |
| ۱۳۶۴۸۰ | 2005 GL69   | ۳ آوریل ۲۰۰۵    |
| ۱۳۶۴۸۱ | 2005 GV75   | ۵ آوریل ۲۰۰۵    |
| ۱۳۶۴۸۲ | 2005 GV77   | ۶ آوریل ۲۰۰۵    |
| ۱۳۶۴۸۳ | 2005 GB79   | ۶ آوریل ۲۰۰۵    |
| ۱۳۶۴۸۴ | 2005 GQ81   | ۶ آوریل ۲۰۰۵    |
| ۱۳۶۴۸۵ | 2005 GU82   | ۴ آوریل ۲۰۰۵    |
| ۱۳۶۴۸۶ | 2005 GY95   | ۶ آوریل ۲۰۰۵    |
| ۱۳۶۴۸۷ | 2005 GZ100  | ۹ آوریل ۲۰۰۵    |
| ۱۳۶۴۸۸ | 2005 GS119  | ۷ آوریل ۲۰۰۵    |
| ۱۳۶۴۸۹ | 2005 GG133  | ۱۰ آوریل ۲۰۰۵   |
| ۱۳۶۴۹۰ | 2005 GD134  | ۱۰ آوریل ۲۰۰۵   |
| ۱۳۶۴۹۱ | 2005 GL140  | ۱۳ آوریل ۲۰۰۵   |
| ۱۳۶۴۹۲ | 2005 GS140  | ۱۱ آوریل ۲۰۰۵   |
| ۱۳۶۴۹۳ | 2005 GW141  | ۹ آوریل ۲۰۰۵    |
| ۱۳۶۴۹۴ | 2005 GE150  | ۱۱ آوریل ۲۰۰۵   |
| ۱۳۶۴۹۵ | 2005 GA161  | ۱۳ آوریل ۲۰۰۵   |
| ۱۳۶۴۹۶ | 2005 GZ180  | ۱۲ آوریل ۲۰۰۵   |
| ۱۳۶۴۹۷ | 2005 HG3    | ۱۶ آوریل ۲۰۰۵   |
| ۱۳۶۴۹۸ | 2005 JO20   | ۴ مه ۲۰۰۵       |
| ۱۳۶۴۹۹ | 2005 JX20   | ۴ مه ۲۰۰۵       |
| ۱۳۶۵۰۰ | 2005 JY44   | ۹ مه ۲۰۰۵       |
| ۱۳۶۵۰۱ | 2005 JO68   | ۶ مه ۲۰۰۵       |
| ۱۳۶۵۰۲ | 2005 JG132  | ۱۳ مه ۲۰۰۵      |
| ۱۳۶۵۰۳ | 2005 JO146  | ۱۳ مه ۲۰۰۵      |
| ۱۳۶۵۰۴ | 2005 JX153  | ۴ مه ۲۰۰۵       |
| ۱۳۶۵۰۵ | 2005 JX160  | ۸ مه ۲۰۰۵       |
| ۱۳۶۵۰۶ | 2005 KF1    | ۱۶ مه ۲۰۰۵      |
| ۱۳۶۵۰۷ | 2005 KV5    | ۱۶ مه ۲۰۰۵      |
| ۱۳۶۵۰۸ | 2005 KO8    | ۱۸ مه ۲۰۰۵      |
| ۱۳۶۵۰۹ | 2005 KC12   | ۳۱ مه ۲۰۰۵      |
| ۱۳۶۵۰۹ | 2005 LH     | ۱ ژوئن ۲۰۰۵     |
| ۱۳۶۵۱۱ | 2005 MQ45   | ۲۷ ژوئن ۲۰۰۵    |
| ۱۳۶۵۱۲ | 2005 NA50   | ۵ ژوئیه ۲۰۰۵    |
| ۱۳۶۵۱۳ | 2005 NL93   | ۵ ژوئیه ۲۰۰۵    |
| ۱۳۶۵۱۴ | 2005 QT36   | ۲۵ اوت ۲۰۰۵     |
| ۱۳۶۵۱۵ | 2005 QF37   | ۲۵ اوت ۲۰۰۵     |
| ۱۳۶۵۱۶ | 2005 QR49   | ۲۶ اوت ۲۰۰۵     |
| ۱۳۶۵۱۷ | 2005 SY20   | ۲۵ سپتامبر ۲۰۰۵ |
| ۱۳۶۵۱۸ | 2005 SF70   | ۲۸ سپتامبر ۲۰۰۵ |
| ۱۳۶۵۱۹ | 2005 SZ242  | ۳۰ سپتامبر ۲۰۰۵ |
| ۱۳۶۵۲۰ | 2005 UR314  | ۲۸ اکتبر ۲۰۰۵   |
| ۱۳۶۵۲۱ | 2006 DE3    | ۲۰ فوریه ۲۰۰۶   |
| ۱۳۶۵۲۲ | 2006 DA59   | ۲۴ فوریه ۲۰۰۶   |
| ۱۳۶۵۲۳ | 2006 DM195  | ۲۸ فوریه ۲۰۰۶   |
| ۱۳۶۵۲۴ | 2006 EY16   | ۲ مارس ۲۰۰۶     |
| ۱۳۶۵۲۵ | 2006 FQ44   | ۲۳ مارس ۲۰۰۶    |
| ۱۳۶۵۲۶ | 2006 FU45   | ۲۴ مارس ۲۰۰۶    |
| ۱۳۶۵۲۷ | 2006 GK22   | ۲ آوریل ۲۰۰۶    |
| ۱۳۶۵۲۸ | 2006 GM22   | ۲ آوریل ۲۰۰۶    |
| ۱۳۶۵۲۹ | 2006 GH36   | ۷ آوریل ۲۰۰۶    |
| ۱۳۶۵۳۰ | 2006 GS37   | ۹ آوریل ۲۰۰۶    |
| ۱۳۶۵۳۱ | 2006 HA4    | ۱۸ آوریل ۲۰۰۶   |
| ۱۳۶۵۳۲ | 2006 HL11   | ۱۹ آوریل ۲۰۰۶   |
| ۱۳۶۵۳۳ | 2006 HX25   | ۲۰ آوریل ۲۰۰۶   |
| ۱۳۶۵۳۴ | 2006 KK16   | ۲۰ مه ۲۰۰۶      |
| ۱۳۶۵۳۵ | 2006 KA85   | ۲۵ مه ۲۰۰۶      |
| ۱۳۶۵۳۶ | 2006 LJ5    | ۱۱ ژوئن ۲۰۰۶    |
| ۱۳۶۵۳۷ | 2006 LX6    | ۱۱ ژوئن ۲۰۰۶    |
| ۱۳۶۵۳۸ | 2006 MN3    | ۱۹ ژوئن ۲۰۰۶    |
| ۱۳۶۵۳۸ | 2144 P-L    | ۲۴ سپتامبر ۱۹۶۰ |
| ۱۳۶۵۳۸ | 2543 P-L    | ۲۴ سپتامبر ۱۹۶۰ |
| ۱۳۶۵۳۸ | 3012 P-L    | ۲۴ سپتامبر ۱۹۶۰ |
| ۱۳۶۵۳۸ | 3089 P-L    | ۲۵ سپتامبر ۱۹۶۰ |
| ۱۳۶۵۳۸ | 3111 P-L    | ۲۴ سپتامبر ۱۹۶۰ |
| ۱۳۶۵۳۸ | 4773 P-L    | ۲۴ سپتامبر ۱۹۶۰ |
| ۱۳۶۵۳۸ | 5552 P-L    | ۱۷ اکتبر ۱۹۶۰   |
| ۱۳۶۵۳۸ | 6208 P-L    | ۲۴ سپتامبر ۱۹۶۰ |
| ۱۳۶۵۳۸ | 6297 P-L    | ۲۴ سپتامبر ۱۹۶۰ |
| ۱۳۶۵۳۸ | 6329 P-L    | ۲۴ سپتامبر ۱۹۶۰ |
| ۱۳۶۵۳۸ | 6702 P-L    | ۲۴ سپتامبر ۱۹۶۰ |
| ۱۳۶۵۳۸ | 6747 P-L    | ۲۴ سپتامبر ۱۹۶۰ |
| ۱۳۶۵۳۸ | 6864 P-L    | ۲۴ سپتامبر ۱۹۶۰ |
| ۱۳۶۵۵۲ | 1047 T-2    | ۲۹ سپتامبر ۱۹۷۳ |
| ۱۳۶۵۵۳ | 1445 T-2    | ۲۹ سپتامبر ۱۹۷۳ |
| ۱۳۶۵۵۴ | 2062 T-2    | ۲۹ سپتامبر ۱۹۷۳ |
| ۱۳۶۵۵۵ | 2254 T-2    | ۲۹ سپتامبر ۱۹۷۳ |
| ۱۳۶۵۵۶ | 3299 T-2    | ۳۰ سپتامبر ۱۹۷۳ |
| ۱۳۶۵۵۷ | Neleus      | ۲۵ سپتامبر ۱۹۷۳ |
| ۱۳۶۵۵۸ | 5429 T-2    | ۳۰ سپتامبر ۱۹۷۳ |
| ۱۳۶۵۵۹ | 1035 T-3    | ۱۷ اکتبر ۱۹۷۷   |
| ۱۳۶۵۶۰ | 1109 T-3    | ۱۷ اکتبر ۱۹۷۷   |
| ۱۳۶۵۶۱ | 1304 T-3    | ۱۷ اکتبر ۱۹۷۷   |
| ۱۳۶۵۶۲ | 2609 T-3    | ۱۶ اکتبر ۱۹۷۷   |
| ۱۳۶۵۶۳ | 3288 T-3    | ۱۶ اکتبر ۱۹۷۷   |
| ۱۳۶۵۶۳ | 1977 VA     | ۷ نوامبر ۱۹۷۷   |
| ۱۳۶۵۶۵ | 1977 XF3    | ۷ دسامبر ۱۹۷۷   |
| ۱۳۶۵۶۶ | 1978 VE4    | ۷ نوامبر ۱۹۷۸   |
| ۱۳۶۵۶۷ | 1979 OA11   | ۲۴ ژوئیه ۱۹۷۹   |
| ۱۳۶۵۶۷ | 1980 XB     | ۱۳ دسامبر ۱۹۸۰  |
| ۱۳۶۵۶۹ | 1981 EN2    | ۲ مارس ۱۹۸۱     |
| ۱۳۶۵۷۰ | 1981 EB3    | ۲ مارس ۱۹۸۱     |
| ۱۳۶۵۷۱ | 1981 EL8    | ۱ مارس ۱۹۸۱     |
| ۱۳۶۵۷۲ | 1981 EA14   | ۱ مارس ۱۹۸۱     |
| ۱۳۶۵۷۳ | 1981 EJ14   | ۱ مارس ۱۹۸۱     |
| ۱۳۶۵۷۴ | 1981 EW16   | ۶ مارس ۱۹۸۱     |
| ۱۳۶۵۷۵ | 1981 EN28   | ۶ مارس ۱۹۸۱     |
| ۱۳۶۵۷۶ | 1981 EN33   | ۱ مارس ۱۹۸۱     |
| ۱۳۶۵۷۷ | 1981 EN38   | ۱ مارس ۱۹۸۱     |
| ۱۳۶۵۷۸ | 1981 EL45   | ۱ مارس ۱۹۸۱     |
| ۱۳۶۵۷۹ | 1981 EC48   | ۶ مارس ۱۹۸۱     |
| ۱۳۶۵۷۹ | 1984 WL     | ۲۷ نوامبر ۱۹۸۴  |
| ۱۳۶۵۷۹ | 1986 GX     | ۴ آوریل ۱۹۸۶    |
| ۱۳۶۵۷۹ | 1992 BA     | ۲۷ ژانویه ۱۹۹۲  |
| ۱۳۶۵۸۳ | 1992 DL9    | ۲۹ فوریه ۱۹۹۲   |
| ۱۳۶۵۸۴ | 1992 EE28   | ۸ مارس ۱۹۹۲     |
| ۱۳۶۵۸۵ | 1992 SG19   | ۲۲ سپتامبر ۱۹۹۲ |
| ۱۳۶۵۸۶ | 1992 UC7    | ۱۸ اکتبر ۱۹۹۲   |
| ۱۳۶۵۸۷ | 1993 FM4    | ۱۷ مارس ۱۹۹۳    |
| ۱۳۶۵۸۸ | 1993 FF7    | ۱۷ مارس ۱۹۹۳    |
| ۱۳۶۵۸۹ | 1993 FD8    | ۱۷ مارس ۱۹۹۳    |
| ۱۳۶۵۹۰ | 1993 FE14   | ۱۷ مارس ۱۹۹۳    |
| ۱۳۶۵۹۱ | 1993 FN18   | ۱۷ مارس ۱۹۹۳    |
| ۱۳۶۵۹۲ | 1993 FE19   | ۱۷ مارس ۱۹۹۳    |
| ۱۳۶۵۹۳ | 1993 FX19   | ۱۷ مارس ۱۹۹۳    |
| ۱۳۶۵۹۴ | 1993 FK28   | ۲۱ مارس ۱۹۹۳    |
| ۱۳۶۵۹۵ | 1993 FH29   | ۲۱ مارس ۱۹۹۳    |
| ۱۳۶۵۹۶ | 1993 FG30   | ۲۱ مارس ۱۹۹۳    |
| ۱۳۶۵۹۷ | 1993 FA31   | ۱۹ مارس ۱۹۹۳    |
| ۱۳۶۵۹۸ | 1993 FJ31   | ۱۹ مارس ۱۹۹۳    |
| ۱۳۶۵۹۹ | 1993 FR37   | ۱۹ مارس ۱۹۹۳    |
| ۱۳۶۶۰۰ | 1993 FL38   | ۱۹ مارس ۱۹۹۳    |
| ۱۳۶۶۰۱ | 1993 FC49   | ۱۹ مارس ۱۹۹۳    |
| ۱۳۶۶۰۲ | 1993 HT2    | ۱۹ آوریل ۱۹۹۳   |
| ۱۳۶۶۰۳ | 1993 PR4    | ۱۵ اوت ۱۹۹۳     |
| ۱۳۶۶۰۴ | 1993 QD1    | ۱۹ اوت ۱۹۹۳     |
| ۱۳۶۶۰۵ | 1993 SC8    | ۱۷ سپتامبر ۱۹۹۳ |
| ۱۳۶۶۰۶ | 1993 TD6    | ۹ اکتبر ۱۹۹۳    |
| ۱۳۶۶۰۷ | 1993 TW19   | ۹ اکتبر ۱۹۹۳    |
| ۱۳۶۶۰۸ | 1993 TF25   | ۹ اکتبر ۱۹۹۳    |
| ۱۳۶۶۰۹ | 1993 TY30   | ۹ اکتبر ۱۹۹۳    |
| ۱۳۶۶۱۰ | 1993 TK31   | ۹ اکتبر ۱۹۹۳    |
| ۱۳۶۶۱۱ | 1993 TB32   | ۹ اکتبر ۱۹۹۳    |
| ۱۳۶۶۱۲ | 1993 TW37   | ۹ اکتبر ۱۹۹۳    |
| ۱۳۶۶۱۳ | 1993 TA38   | ۹ اکتبر ۱۹۹۳    |
| ۱۳۶۶۱۴ | 1993 VA6    | ۹ نوامبر ۱۹۹۳   |
| ۱۳۶۶۱۵ | 1994 AP10   | ۸ ژانویه ۱۹۹۴   |
| ۱۳۶۶۱۶ | 1994 AJ12   | ۱۱ ژانویه ۱۹۹۴  |
| ۱۳۶۶۱۶ | 1994 CC     | ۳ فوریه ۱۹۹۴    |
| ۱۳۶۶۱۸ | 1994 CN2    | ۱۵ فوریه ۱۹۹۴   |
| ۱۳۶۶۱۹ | 1994 CH18   | ۸ فوریه ۱۹۹۴    |
| ۱۳۶۶۱۹ | 1994 JC     | ۴ مه ۱۹۹۴       |
| ۱۳۶۶۲۱ | 1994 JD7    | ۵ مه ۱۹۹۴       |
| ۱۳۶۶۲۲ | 1994 PC6    | ۱۰ اوت ۱۹۹۴     |
| ۱۳۶۶۲۳ | 1994 PS6    | ۱۰ اوت ۱۹۹۴     |
| ۱۳۶۶۲۴ | 1994 PD14   | ۱۰ اوت ۱۹۹۴     |
| ۱۳۶۶۲۵ | 1994 PW15   | ۱۰ اوت ۱۹۹۴     |
| ۱۳۶۶۲۶ | 1994 PX18   | ۱۲ اوت ۱۹۹۴     |
| ۱۳۶۶۲۷ | 1994 PM19   | ۱۲ اوت ۱۹۹۴     |
| ۱۳۶۶۲۸ | 1994 PL21   | ۱۲ اوت ۱۹۹۴     |
| ۱۳۶۶۲۹ | 1994 PB29   | ۱۲ اوت ۱۹۹۴     |
| ۱۳۶۶۳۰ | 1994 RJ5    | ۱۱ سپتامبر ۱۹۹۴ |
| ۱۳۶۶۳۱ | 1994 RR6    | ۱۲ سپتامبر ۱۹۹۴ |
| ۱۳۶۶۳۲ | 1994 SG5    | ۲۸ سپتامبر ۱۹۹۴ |
| ۱۳۶۶۳۳ | 1994 SH6    | ۲۸ سپتامبر ۱۹۹۴ |
| ۱۳۶۶۳۴ | 1994 SE7    | ۲۸ سپتامبر ۱۹۹۴ |
| ۱۳۶۶۳۵ | 1994 VA1    | ۵ نوامبر ۱۹۹۴   |
| ۱۳۶۶۳۶ | 1994 VE4    | ۵ نوامبر ۱۹۹۴   |
| ۱۳۶۶۳۷ | 1994 WA5    | ۲۸ نوامبر ۱۹۹۴  |
| ۱۳۶۶۳۸ | 1995 BE1    | ۲۵ ژانویه ۱۹۹۵  |
| ۱۳۶۶۳۹ | 1995 CD3    | ۱ فوریه ۱۹۹۵    |
| ۱۳۶۶۴۰ | 1995 CJ3    | ۱ فوریه ۱۹۹۵    |
| ۱۳۶۶۴۱ | 1995 CJ6    | ۱ فوریه ۱۹۹۵    |
| ۱۳۶۶۴۲ | 1995 DF8    | ۲۴ فوریه ۱۹۹۵   |
| ۱۳۶۶۴۳ | 1995 EV6    | ۲ مارس ۱۹۹۵     |
| ۱۳۶۶۴۴ | 1995 FC9    | ۲۶ مارس ۱۹۹۵    |
| ۱۳۶۶۴۵ | 1995 FV12   | ۲۷ مارس ۱۹۹۵    |
| ۱۳۶۶۴۶ | 1995 FW14   | ۲۷ مارس ۱۹۹۵    |
| ۱۳۶۶۴۷ | 1995 FR17   | ۲۸ مارس ۱۹۹۵    |
| ۱۳۶۶۴۸ | 1995 GQ2    | ۲ آوریل ۱۹۹۵    |
| ۱۳۶۶۴۹ | 1995 GA4    | ۴ آوریل ۱۹۹۵    |
| ۱۳۶۶۵۰ | 1995 HK2    | ۲۵ آوریل ۱۹۹۵   |
| ۱۳۶۶۵۱ | 1995 HT3    | ۲۶ آوریل ۱۹۹۵   |
| ۱۳۶۶۵۲ | 1995 MB1    | ۲۲ ژوئن ۱۹۹۵    |
| ۱۳۶۶۵۳ | 1995 MU1    | ۲۳ ژوئن ۱۹۹۵    |
| ۱۳۶۶۵۴ | 1995 MB2    | ۲۳ ژوئن ۱۹۹۵    |
| ۱۳۶۶۵۵ | 1995 MQ7    | ۳۰ ژوئن ۱۹۹۵    |
| ۱۳۶۶۵۶ | 1995 OP2    | ۲۲ ژوئیه ۱۹۹۵   |
| ۱۳۶۶۵۷ | 1995 OX4    | ۲۲ ژوئیه ۱۹۹۵   |
| ۱۳۶۶۵۸ | 1995 OQ6    | ۲۴ ژوئیه ۱۹۹۵   |
| ۱۳۶۶۵۹ | 1995 OA8    | ۲۵ ژوئیه ۱۹۹۵   |
| ۱۳۶۶۶۰ | 1995 OA12   | ۲۷ ژوئیه ۱۹۹۵   |
| ۱۳۶۶۶۱ | 1995 OL12   | ۲۶ ژوئیه ۱۹۹۵   |
| ۱۳۶۶۶۲ | 1995 QZ3    | ۱۷ اوت ۱۹۹۵     |
| ۱۳۶۶۶۳ | 1995 QL5    | ۲۲ اوت ۱۹۹۵     |
| ۱۳۶۶۶۴ | 1995 QM6    | ۲۲ اوت ۱۹۹۵     |
| ۱۳۶۶۶۵ | 1995 QB9    | ۲۸ اوت ۱۹۹۵     |
| ۱۳۶۶۶۵ | 1995 SE     | ۱۷ سپتامبر ۱۹۹۵ |
| ۱۳۶۶۶۷ | 1995 SZ7    | ۱۷ سپتامبر ۱۹۹۵ |
| ۱۳۶۶۶۸ | 1995 ST9    | ۱۷ سپتامبر ۱۹۹۵ |
| ۱۳۶۶۶۹ | 1995 SF11   | ۱۷ سپتامبر ۱۹۹۵ |
| ۱۳۶۶۷۰ | 1995 SU16   | ۱۸ سپتامبر ۱۹۹۵ |
| ۱۳۶۶۷۱ | 1995 SN17   | ۱۸ سپتامبر ۱۹۹۵ |
| ۱۳۶۶۷۲ | 1995 SU18   | ۱۸ سپتامبر ۱۹۹۵ |
| ۱۳۶۶۷۳ | 1995 SB20   | ۱۸ سپتامبر ۱۹۹۵ |
| ۱۳۶۶۷۴ | 1995 SH20   | ۱۸ سپتامبر ۱۹۹۵ |
| ۱۳۶۶۷۵ | 1995 SA23   | ۱۹ سپتامبر ۱۹۹۵ |
| ۱۳۶۶۷۶ | 1995 ST24   | ۱۹ سپتامبر ۱۹۹۵ |
| ۱۳۶۶۷۷ | 1995 SW24   | ۱۹ سپتامبر ۱۹۹۵ |
| ۱۳۶۶۷۸ | 1995 SG25   | ۱۹ سپتامبر ۱۹۹۵ |
| ۱۳۶۶۷۹ | 1995 SK26   | ۱۹ سپتامبر ۱۹۹۵ |
| ۱۳۶۶۸۰ | 1995 SW27   | ۱۹ سپتامبر ۱۹۹۵ |
| ۱۳۶۶۸۱ | 1995 SE29   | ۲۰ سپتامبر ۱۹۹۵ |
| ۱۳۶۶۸۲ | 1995 SC31   | ۲۰ سپتامبر ۱۹۹۵ |
| ۱۳۶۶۸۳ | 1995 SG34   | ۲۲ سپتامبر ۱۹۹۵ |
| ۱۳۶۶۸۴ | 1995 SD35   | ۲۲ سپتامبر ۱۹۹۵ |
| ۱۳۶۶۸۵ | 1995 SJ35   | ۲۲ سپتامبر ۱۹۹۵ |
| ۱۳۶۶۸۶ | 1995 SQ35   | ۲۳ سپتامبر ۱۹۹۵ |
| ۱۳۶۶۸۷ | 1995 SH36   | ۲۳ سپتامبر ۱۹۹۵ |
| ۱۳۶۶۸۸ | 1995 SA37   | ۲۴ سپتامبر ۱۹۹۵ |
| ۱۳۶۶۸۹ | 1995 SF38   | ۲۴ سپتامبر ۱۹۹۵ |
| ۱۳۶۶۹۰ | 1995 SE41   | ۲۵ سپتامبر ۱۹۹۵ |
| ۱۳۶۶۹۱ | 1995 SC44   | ۲۵ سپتامبر ۱۹۹۵ |
| ۱۳۶۶۹۲ | 1995 SC45   | ۲۵ سپتامبر ۱۹۹۵ |
| ۱۳۶۶۹۳ | 1995 SE45   | ۲۵ سپتامبر ۱۹۹۵ |
| ۱۳۶۶۹۴ | 1995 SS49   | ۲۵ سپتامبر ۱۹۹۵ |
| ۱۳۶۶۹۵ | 1995 SP50   | ۲۶ سپتامبر ۱۹۹۵ |
| ۱۳۶۶۹۶ | 1995 SC52   | ۲۶ سپتامبر ۱۹۹۵ |
| ۱۳۶۶۹۷ | 1995 SN60   | ۲۵ سپتامبر ۱۹۹۵ |
| ۱۳۶۶۹۸ | 1995 SO63   | ۲۵ سپتامبر ۱۹۹۵ |
| ۱۳۶۶۹۹ | 1995 SD71   | ۱۸ سپتامبر ۱۹۹۵ |
| ۱۳۶۷۰۰ | 1995 SM79   | ۲۱ سپتامبر ۱۹۹۵ |
| ۱۳۶۷۰۱ | 1995 SY79   | ۲۱ سپتامبر ۱۹۹۵ |
| ۱۳۶۷۰۲ | 1995 SU85   | ۲۵ سپتامبر ۱۹۹۵ |
| ۱۳۶۷۰۳ | 1995 SJ88   | ۲۶ سپتامبر ۱۹۹۵ |
| ۱۳۶۷۰۳ | 1995 TW     | ۱۳ اکتبر ۱۹۹۵   |
| ۱۳۶۷۰۵ | 1995 TY1    | ۱۴ اکتبر ۱۹۹۵   |
| ۱۳۶۷۰۶ | 1995 TT4    | ۱۵ اکتبر ۱۹۹۵   |
| ۱۳۶۷۰۷ | 1995 TE6    | ۱۵ اکتبر ۱۹۹۵   |
| ۱۳۶۷۰۸ | 1995 TY7    | ۱۵ اکتبر ۱۹۹۵   |
| ۱۳۶۷۰۹ | 1995 TE9    | ۱ اکتبر ۱۹۹۵    |
| ۱۳۶۷۱۰ | 1995 UU10   | ۱۷ اکتبر ۱۹۹۵   |
| ۱۳۶۷۱۱ | 1995 UC11   | ۱۷ اکتبر ۱۹۹۵   |
| ۱۳۶۷۱۲ | 1995 UE11   | ۱۷ اکتبر ۱۹۹۵   |
| ۱۳۶۷۱۳ | 1995 US12   | ۱۷ اکتبر ۱۹۹۵   |
| ۱۳۶۷۱۴ | 1995 UX13   | ۱۷ اکتبر ۱۹۹۵   |
| ۱۳۶۷۱۵ | 1995 UO14   | ۱۷ اکتبر ۱۹۹۵   |
| ۱۳۶۷۱۶ | 1995 UA15   | ۱۷ اکتبر ۱۹۹۵   |
| ۱۳۶۷۱۷ | 1995 UM17   | ۱۷ اکتبر ۱۹۹۵   |
| ۱۳۶۷۱۸ | 1995 UP18   | ۱۸ اکتبر ۱۹۹۵   |
| ۱۳۶۷۱۹ | 1995 UT18   | ۱۸ اکتبر ۱۹۹۵   |
| ۱۳۶۷۲۰ | 1995 UD24   | ۱۹ اکتبر ۱۹۹۵   |
| ۱۳۶۷۲۱ | 1995 UC25   | ۱۹ اکتبر ۱۹۹۵   |
| ۱۳۶۷۲۲ | 1995 UO27   | ۲۰ اکتبر ۱۹۹۵   |
| ۱۳۶۷۲۳ | 1995 UC31   | ۲۰ اکتبر ۱۹۹۵   |
| ۱۳۶۷۲۴ | 1995 UK33   | ۲۱ اکتبر ۱۹۹۵   |
| ۱۳۶۷۲۵ | 1995 UP40   | ۲۳ اکتبر ۱۹۹۵   |
| ۱۳۶۷۲۶ | 1995 UH41   | ۲۳ اکتبر ۱۹۹۵   |
| ۱۳۶۷۲۷ | 1995 UB51   | ۱۹ اکتبر ۱۹۹۵   |
| ۱۳۶۷۲۸ | 1995 UW52   | ۲۳ اکتبر ۱۹۹۵   |
| ۱۳۶۷۲۹ | 1995 UR57   | ۱۷ اکتبر ۱۹۹۵   |
| ۱۳۶۷۳۰ | 1995 UE59   | ۱۸ اکتبر ۱۹۹۵   |
| ۱۳۶۷۳۱ | 1995 US59   | ۱۹ اکتبر ۱۹۹۵   |
| ۱۳۶۷۳۲ | 1995 UV60   | ۲۴ اکتبر ۱۹۹۵   |
| ۱۳۶۷۳۳ | 1995 UE61   | ۲۴ اکتبر ۱۹۹۵   |
| ۱۳۶۷۳۴ | 1995 VF6    | ۱۴ نوامبر ۱۹۹۵  |
| ۱۳۶۷۳۵ | 1995 VP10   | ۱۵ نوامبر ۱۹۹۵  |
| ۱۳۶۷۳۶ | 1995 VW10   | ۱۵ نوامبر ۱۹۹۵  |
| ۱۳۶۷۳۷ | 1995 VA12   | ۱۵ نوامبر ۱۹۹۵  |
| ۱۳۶۷۳۸ | 1995 VV12   | ۱۵ نوامبر ۱۹۹۵  |
| ۱۳۶۷۳۹ | 1995 VD13   | ۱۵ نوامبر ۱۹۹۵  |
| ۱۳۶۷۴۰ | 1995 VW14   | ۱۵ نوامبر ۱۹۹۵  |
| ۱۳۶۷۴۱ | 1995 VL16   | ۱۵ نوامبر ۱۹۹۵  |
| ۱۳۶۷۴۲ | 1995 VA17   | ۱۵ نوامبر ۱۹۹۵  |
| ۱۳۶۷۴۳ | 1995 WW1    | ۱۶ نوامبر ۱۹۹۵  |
| ۱۳۶۷۴۴ | 1995 WP7    | ۲۷ نوامبر ۱۹۹۵  |
| ۱۳۶۷۴۵ | 1995 WL8    | ۲۹ نوامبر ۱۹۹۵  |
| ۱۳۶۷۴۶ | 1995 WJ17   | ۱۷ نوامبر ۱۹۹۵  |
| ۱۳۶۷۴۷ | 1995 WD18   | ۱۷ نوامبر ۱۹۹۵  |
| ۱۳۶۷۴۸ | 1995 WG23   | ۱۸ نوامبر ۱۹۹۵  |
| ۱۳۶۷۴۹ | 1995 WM23   | ۱۸ نوامبر ۱۹۹۵  |
| ۱۳۶۷۵۰ | 1995 YL5    | ۱۶ دسامبر ۱۹۹۵  |
| ۱۳۶۷۵۱ | 1995 YN5    | ۱۶ دسامبر ۱۹۹۵  |
| ۱۳۶۷۵۲ | 1995 YD11   | ۱۸ دسامبر ۱۹۹۵  |
| ۱۳۶۷۵۳ | 1995 YJ17   | ۲۲ دسامبر ۱۹۹۵  |
| ۱۳۶۷۵۴ | 1996 AA6    | ۱۲ ژانویه ۱۹۹۶  |
| ۱۳۶۷۵۵ | 1996 AH10   | ۱۳ ژانویه ۱۹۹۶  |
| ۱۳۶۷۵۶ | 1996 AO18   | ۱۴ ژانویه ۱۹۹۶  |
| ۱۳۶۷۵۷ | 1996 BV15   | ۲۰ ژانویه ۱۹۹۶  |
| ۱۳۶۷۵۸ | 1996 EC6    | ۱۱ مارس ۱۹۹۶    |
| ۱۳۶۷۵۹ | 1996 FB2    | ۲۰ مارس ۱۹۹۶    |
| ۱۳۶۷۶۰ | 1996 FX9    | ۲۰ مارس ۱۹۹۶    |
| ۱۳۶۷۶۱ | 1996 GH14   | ۱۲ آوریل ۱۹۹۶   |
| ۱۳۶۷۶۲ | 1996 GC21   | ۱۴ آوریل ۱۹۹۶   |
| ۱۳۶۷۶۳ | 1996 HU4    | ۱۸ آوریل ۱۹۹۶   |
| ۱۳۶۷۶۴ | 1996 HM23   | ۲۰ آوریل ۱۹۹۶   |
| ۱۳۶۷۶۴ | 1996 JA     | ۵ مه ۱۹۹۶       |
| ۱۳۶۷۶۶ | 1996 JD4    | ۹ مه ۱۹۹۶       |
| ۱۳۶۷۶۷ | 1996 JA9    | ۱۲ مه ۱۹۹۶      |
| ۱۳۶۷۶۸ | 1996 JY9    | ۱۳ مه ۱۹۹۶      |
| ۱۳۶۷۶۸ | 1996 OD     | ۱۸ ژوئیه ۱۹۹۶   |
| ۱۳۶۷۷۰ | 1996 PC1    | ۱۱ اوت ۱۹۹۶     |
| ۱۳۶۷۷۱ | 1996 PA2    | ۱۳ اوت ۱۹۹۶     |
| ۱۳۶۷۷۲ | 1996 RK20   | ۱۴ سپتامبر ۱۹۹۶ |
| ۱۳۶۷۷۳ | 1996 TR6    | ۹ اکتبر ۱۹۹۶    |
| ۱۳۶۷۷۴ | 1996 TC12   | ۳ اکتبر ۱۹۹۶    |
| ۱۳۶۷۷۵ | 1996 TF21   | ۵ اکتبر ۱۹۹۶    |
| ۱۳۶۷۷۶ | 1996 TB22   | ۶ اکتبر ۱۹۹۶    |
| ۱۳۶۷۷۷ | 1996 TN27   | ۷ اکتبر ۱۹۹۶    |
| ۱۳۶۷۷۸ | 1996 TN37   | ۱۲ اکتبر ۱۹۹۶   |
| ۱۳۶۷۷۹ | 1996 TO68   | ۸ اکتبر ۱۹۹۶    |
| ۱۳۶۷۸۰ | 1996 VV11   | ۴ نوامبر ۱۹۹۶   |
| ۱۳۶۷۸۱ | 1996 VA17   | ۶ نوامبر ۱۹۹۶   |
| ۱۳۶۷۸۲ | 1996 VJ26   | ۱۱ نوامبر ۱۹۹۶  |
| ۱۳۶۷۸۳ | 1996 VR26   | ۱۱ نوامبر ۱۹۹۶  |
| ۱۳۶۷۸۴ | 1996 WT1    | ۳۰ نوامبر ۱۹۹۶  |
| ۱۳۶۷۸۵ | 1996 XC2    | ۳ دسامبر ۱۹۹۶   |
| ۱۳۶۷۸۶ | 1996 XX4    | ۶ دسامبر ۱۹۹۶   |
| ۱۳۶۷۸۷ | 1996 XG10   | ۱ دسامبر ۱۹۹۶   |
| ۱۳۶۷۸۸ | 1996 XG11   | ۲ دسامبر ۱۹۹۶   |
| ۱۳۶۷۸۹ | 1996 XV11   | ۴ دسامبر ۱۹۹۶   |
| ۱۳۶۷۹۰ | 1996 YV2    | ۲۹ دسامبر ۱۹۹۶  |
| ۱۳۶۷۹۱ | 1997 AF8    | ۲ ژانویه ۱۹۹۷   |
| ۱۳۶۷۹۲ | 1997 AU16   | ۱۴ ژانویه ۱۹۹۷  |
| ۱۳۶۷۹۳ | 1997 AQ18   | ۱۵ ژانویه ۱۹۹۷  |
| ۱۳۶۷۹۴ | 1997 AS19   | ۱۰ ژانویه ۱۹۹۷  |
| ۱۳۶۷۹۴ | 1997 BQ     | ۱۶ ژانویه ۱۹۹۷  |
| ۱۳۶۷۹۶ | 1997 BO6    | ۳۰ ژانویه ۱۹۹۷  |
| ۱۳۶۷۹۷ | 1997 CF1    | ۱ فوریه ۱۹۹۷    |
| ۱۳۶۷۹۸ | 1997 CG2    | ۲ فوریه ۱۹۹۷    |
| ۱۳۶۷۹۹ | 1997 CP5    | ۶ فوریه ۱۹۹۷    |
| ۱۳۶۸۰۰ | 1997 CS13   | ۴ فوریه ۱۹۹۷    |
| ۱۳۶۸۰۱ | 1997 CC25   | ۳ فوریه ۱۹۹۷    |
| ۱۳۶۸۰۲ | 1997 CB27   | ۱۵ فوریه ۱۹۹۷   |
| ۱۳۶۸۰۳ | 1997 EC3    | ۶ مارس ۱۹۹۷     |
| ۱۳۶۸۰۴ | 1997 EQ5    | ۴ مارس ۱۹۹۷     |
| ۱۳۶۸۰۵ | 1997 EM30   | ۱۳ مارس ۱۹۹۷    |
| ۱۳۶۸۰۶ | 1997 EG32   | ۱۱ مارس ۱۹۹۷    |
| ۱۳۶۸۰۷ | 1997 EQ38   | ۵ مارس ۱۹۹۷     |
| ۱۳۶۸۰۸ | 1997 EN47   | ۱۲ مارس ۱۹۹۷    |
| ۱۳۶۸۰۹ | 1997 GB1    | ۲ آوریل ۱۹۹۷    |
| ۱۳۶۸۱۰ | 1997 GZ8    | ۳ آوریل ۱۹۹۷    |
| ۱۳۶۸۱۱ | 1997 GG13   | ۳ آوریل ۱۹۹۷    |
| ۱۳۶۸۱۲ | 1997 GH17   | ۳ آوریل ۱۹۹۷    |
| ۱۳۶۸۱۳ | 1997 GM35   | ۶ آوریل ۱۹۹۷    |
| ۱۳۶۸۱۴ | 1997 HB3    | ۳۰ آوریل ۱۹۹۷   |
| ۱۳۶۸۱۵ | 1997 HL3    | ۲۷ آوریل ۱۹۹۷   |
| ۱۳۶۸۱۶ | 1997 HL8    | ۳۰ آوریل ۱۹۹۷   |
| ۱۳۶۸۱۷ | 1997 JR5    | ۱ مه ۱۹۹۷       |
| ۱۳۶۸۱۸ | Selqet      | ۲۹ ژوئن ۱۹۹۷    |
| ۱۳۶۸۱۹ | 1997 MG7    | ۲۶ ژوئن ۱۹۹۷    |
| ۱۳۶۸۲۰ | 1997 MF9    | ۳۰ ژوئن ۱۹۹۷    |
| ۱۳۶۸۲۱ | 1997 NR3    | ۶ ژوئیه ۱۹۹۷    |
| ۱۳۶۸۲۲ | 1997 PW4    | ۱۰ اوت ۱۹۹۷     |
| ۱۳۶۸۲۲ | 1997 QR     | ۲۶ اوت ۱۹۹۷     |
| ۱۳۶۸۲۴ | 1997 RJ5    | ۸ سپتامبر ۱۹۹۷  |
| ۱۳۶۸۲۵ | 1997 SX3    | ۲۶ سپتامبر ۱۹۹۷ |
| ۱۳۶۸۲۶ | 1997 SM4    | ۲۷ سپتامبر ۱۹۹۷ |
| ۱۳۶۸۲۷ | 1997 SC23   | ۲۹ سپتامبر ۱۹۹۷ |
| ۱۳۶۸۲۸ | 1997 ST23   | ۲۹ سپتامبر ۱۹۹۷ |
| ۱۳۶۸۲۹ | 1997 SL32   | ۳۰ سپتامبر ۱۹۹۷ |
| ۱۳۶۸۳۰ | 1997 SM34   | ۲۷ سپتامبر ۱۹۹۷ |
| ۱۳۶۸۳۱ | 1997 TA1    | ۳ اکتبر ۱۹۹۷    |
| ۱۳۶۸۳۲ | 1997 TH27   | ۴ اکتبر ۱۹۹۷    |
| ۱۳۶۸۳۲ | 1997 UP     | ۱۹ اکتبر ۱۹۹۷   |
| ۱۳۶۸۳۴ | 1997 UD1    | ۲۱ اکتبر ۱۹۹۷   |
| ۱۳۶۸۳۵ | 1997 UL19   | ۲۸ اکتبر ۱۹۹۷   |
| ۱۳۶۸۳۶ | 1997 VO5    | ۸ نوامبر ۱۹۹۷   |
| ۱۳۶۸۳۷ | 1997 VV7    | ۲ نوامبر ۱۹۹۷   |
| ۱۳۶۸۳۸ | 1997 WG22   | ۲۸ نوامبر ۱۹۹۷  |
| ۱۳۶۸۳۹ | 1997 WT22   | ۲۹ نوامبر ۱۹۹۷  |
| ۱۳۶۸۴۰ | 1997 WN28   | ۳۰ نوامبر ۱۹۹۷  |
| ۱۳۶۸۴۱ | 1997 WU50   | ۲۹ نوامبر ۱۹۹۷  |
| ۱۳۶۸۴۲ | 1997 XN9    | ۶ دسامبر ۱۹۹۷   |
| ۱۳۶۸۴۳ | 1997 YX5    | ۲۵ دسامبر ۱۹۹۷  |
| ۱۳۶۸۴۴ | 1997 YA11   | ۲۵ دسامبر ۱۹۹۷  |
| ۱۳۶۸۴۵ | 1997 YU14   | ۲۸ دسامبر ۱۹۹۷  |
| ۱۳۶۸۴۶ | 1997 YV14   | ۲۸ دسامبر ۱۹۹۷  |
| ۱۳۶۸۴۷ | 1998 BC4    | ۲۰ ژانویه ۱۹۹۸  |
| ۱۳۶۸۴۸ | 1998 BF44   | ۲۵ ژانویه ۱۹۹۸  |
| ۱۳۶۸۴۹ | 1998 CS1    | ۹ فوریه ۱۹۹۸    |
| ۱۳۶۸۵۰ | 1998 DX2    | ۱۷ فوریه ۱۹۹۸   |
| ۱۳۶۸۵۱ | 1998 DY8    | ۲۳ فوریه ۱۹۹۸   |
| ۱۳۶۸۵۲ | 1998 DQ18   | ۲۴ فوریه ۱۹۹۸   |
| ۱۳۶۸۵۳ | 1998 DM19   | ۲۴ فوریه ۱۹۹۸   |
| ۱۳۶۸۵۴ | 1998 DM28   | ۲۶ فوریه ۱۹۹۸   |
| ۱۳۶۸۵۵ | 1998 EE5    | ۱ مارس ۱۹۹۸     |
| ۱۳۶۸۵۶ | 1998 FA6    | ۱۸ مارس ۱۹۹۸    |
| ۱۳۶۸۵۷ | 1998 FD7    | ۲۰ مارس ۱۹۹۸    |
| ۱۳۶۸۵۸ | 1998 FW10   | ۲۴ مارس ۱۹۹۸    |
| ۱۳۶۸۵۹ | 1998 FS32   | ۲۰ مارس ۱۹۹۸    |
| ۱۳۶۸۶۰ | 1998 FQ34   | ۲۰ مارس ۱۹۹۸    |
| ۱۳۶۸۶۱ | 1998 FJ39   | ۲۰ مارس ۱۹۹۸    |
| ۱۳۶۸۶۲ | 1998 FW40   | ۲۰ مارس ۱۹۹۸    |
| ۱۳۶۸۶۳ | 1998 FA41   | ۲۰ مارس ۱۹۹۸    |
| ۱۳۶۸۶۴ | 1998 FB41   | ۲۰ مارس ۱۹۹۸    |
| ۱۳۶۸۶۵ | 1998 FE41   | ۲۰ مارس ۱۹۹۸    |
| ۱۳۶۸۶۶ | 1998 FB46   | ۲۰ مارس ۱۹۹۸    |
| ۱۳۶۸۶۷ | 1998 FW48   | ۲۰ مارس ۱۹۹۸    |
| ۱۳۶۸۶۸ | 1998 FC49   | ۲۰ مارس ۱۹۹۸    |
| ۱۳۶۸۶۹ | 1998 FB55   | ۲۰ مارس ۱۹۹۸    |
| ۱۳۶۸۷۰ | 1998 FC55   | ۲۰ مارس ۱۹۹۸    |
| ۱۳۶۸۷۱ | 1998 FO57   | ۲۰ مارس ۱۹۹۸    |
| ۱۳۶۸۷۲ | 1998 FZ66   | ۲۰ مارس ۱۹۹۸    |
| ۱۳۶۸۷۳ | 1998 FY68   | ۲۰ مارس ۱۹۹۸    |
| ۱۳۶۸۷۴ | 1998 FH74   | ۳۱ مارس ۱۹۹۸    |
| ۱۳۶۸۷۵ | 1998 FV76   | ۲۴ مارس ۱۹۹۸    |
| ۱۳۶۸۷۶ | 1998 FM93   | ۲۴ مارس ۱۹۹۸    |
| ۱۳۶۸۷۷ | 1998 FB102  | ۳۱ مارس ۱۹۹۸    |
| ۱۳۶۸۷۸ | 1998 FD122  | ۲۰ مارس ۱۹۹۸    |
| ۱۳۶۸۷۹ | 1998 FH124  | ۲۴ مارس ۱۹۹۸    |
| ۱۳۶۸۸۰ | 1998 FR130  | ۲۲ مارس ۱۹۹۸    |
| ۱۳۶۸۸۱ | 1998 FL133  | ۲۰ مارس ۱۹۹۸    |
| ۱۳۶۸۸۲ | 1998 FE134  | ۲۰ مارس ۱۹۹۸    |
| ۱۳۶۸۸۳ | 1998 FB147  | ۲۵ مارس ۱۹۹۸    |
| ۱۳۶۸۸۴ | 1998 FC148  | ۲۹ مارس ۱۹۹۸    |
| ۱۳۶۸۸۵ | 1998 GO2    | ۲ آوریل ۱۹۹۸    |
| ۱۳۶۸۸۶ | 1998 GL12   | ۲ آوریل ۱۹۹۸    |
| ۱۳۶۸۸۷ | 1998 HQ9    | ۱۸ آوریل ۱۹۹۸   |
| ۱۳۶۸۸۸ | 1998 HR10   | ۱۷ آوریل ۱۹۹۸   |
| ۱۳۶۸۸۹ | 1998 HR17   | ۱۸ آوریل ۱۹۹۸   |
| ۱۳۶۸۹۰ | 1998 HO20   | ۲۰ آوریل ۱۹۹۸   |
| ۱۳۶۸۹۱ | 1998 HK23   | ۲۰ آوریل ۱۹۹۸   |
| ۱۳۶۸۹۲ | 1998 HD24   | ۲۸ آوریل ۱۹۹۸   |
| ۱۳۶۸۹۳ | 1998 HK25   | ۱۸ آوریل ۱۹۹۸   |
| ۱۳۶۸۹۴ | 1998 HC35   | ۲۰ آوریل ۱۹۹۸   |
| ۱۳۶۸۹۵ | 1998 HP38   | ۲۰ آوریل ۱۹۹۸   |
| ۱۳۶۸۹۶ | 1998 HO39   | ۲۰ آوریل ۱۹۹۸   |
| ۱۳۶۸۹۷ | 1998 HJ41   | ۲۸ آوریل ۱۹۹۸   |
| ۱۳۶۸۹۸ | 1998 HM43   | ۲۰ آوریل ۱۹۹۸   |
| ۱۳۶۸۹۹ | 1998 HH44   | ۲۰ آوریل ۱۹۹۸   |
| ۱۳۶۹۰۰ | 1998 HL49   | ۳۰ آوریل ۱۹۹۸   |
| ۱۳۶۹۰۱ | 1998 HT49   | ۲۵ آوریل ۱۹۹۸   |
| ۱۳۶۹۰۲ | 1998 HL55   | ۲۱ آوریل ۱۹۹۸   |
| ۱۳۶۹۰۳ | 1998 HR58   | ۲۱ آوریل ۱۹۹۸   |
| ۱۳۶۹۰۴ | 1998 HY59   | ۲۱ آوریل ۱۹۹۸   |
| ۱۳۶۹۰۵ | 1998 HF78   | ۲۱ آوریل ۱۹۹۸   |
| ۱۳۶۹۰۶ | 1998 HX83   | ۲۱ آوریل ۱۹۹۸   |
| ۱۳۶۹۰۷ | 1998 HS86   | ۲۱ آوریل ۱۹۹۸   |
| ۱۳۶۹۰۸ | 1998 HV92   | ۲۱ آوریل ۱۹۹۸   |
| ۱۳۶۹۰۹ | 1998 HJ93   | ۲۱ آوریل ۱۹۹۸   |
| ۱۳۶۹۱۰ | 1998 HN93   | ۲۱ آوریل ۱۹۹۸   |
| ۱۳۶۹۱۱ | 1998 HQ95   | ۲۱ آوریل ۱۹۹۸   |
| ۱۳۶۹۱۲ | 1998 HP96   | ۲۱ آوریل ۱۹۹۸   |
| ۱۳۶۹۱۳ | 1998 HB100  | ۲۱ آوریل ۱۹۹۸   |
| ۱۳۶۹۱۴ | 1998 HA103  | ۲۵ آوریل ۱۹۹۸   |
| ۱۳۶۹۱۵ | 1998 HM109  | ۲۳ آوریل ۱۹۹۸   |
| ۱۳۶۹۱۶ | 1998 HW115  | ۲۳ آوریل ۱۹۹۸   |
| ۱۳۶۹۱۷ | 1998 HB127  | ۱۸ آوریل ۱۹۹۸   |
| ۱۳۶۹۱۸ | 1998 HT133  | ۱۹ آوریل ۱۹۹۸   |
| ۱۳۶۹۱۹ | 1998 HZ138  | ۲۱ آوریل ۱۹۹۸   |
| ۱۳۶۹۲۰ | 1998 HN145  | ۲۱ آوریل ۱۹۹۸   |
| ۱۳۶۹۲۱ | 1998 HV147  | ۲۱ آوریل ۱۹۹۸   |
| ۱۳۶۹۲۲ | 1998 HB152  | ۱۹ آوریل ۱۹۹۸   |
| ۱۳۶۹۲۳ | 1998 JH2    | ۱ مه ۱۹۹۸       |
| ۱۳۶۹۲۴ | 1998 KX5    | ۲۴ مه ۱۹۹۸      |
| ۱۳۶۹۲۴ | 1998 ME     | ۱۶ ژوئن ۱۹۹۸    |
| ۱۳۶۹۲۴ | 1998 MY     | ۱۶ ژوئن ۱۹۹۸    |
| ۱۳۶۹۲۷ | 1998 MA3    | ۱۶ ژوئن ۱۹۹۸    |
| ۱۳۶۹۲۸ | 1998 MO15   | ۲۰ ژوئن ۱۹۹۸    |
| ۱۳۶۹۲۹ | 1998 MA16   | ۲۰ ژوئن ۱۹۹۸    |
| ۱۳۶۹۳۰ | 1998 OT3    | ۲۴ ژوئیه ۱۹۹۸   |
| ۱۳۶۹۳۱ | 1998 OE6    | ۳۰ ژوئیه ۱۹۹۸   |
| ۱۳۶۹۳۲ | 1998 OB7    | ۲۸ ژوئیه ۱۹۹۸   |
| ۱۳۶۹۳۳ | 1998 QX4    | ۲۲ اوت ۱۹۹۸     |
| ۱۳۶۹۳۴ | 1998 QP5    | ۱۹ اوت ۱۹۹۸     |
| ۱۳۶۹۳۵ | 1998 QK6    | ۲۴ اوت ۱۹۹۸     |
| ۱۳۶۹۳۶ | 1998 QO20   | ۱۷ اوت ۱۹۹۸     |
| ۱۳۶۹۳۷ | 1998 QT28   | ۲۲ اوت ۱۹۹۸     |
| ۱۳۶۹۳۸ | 1998 QA37   | ۱۷ اوت ۱۹۹۸     |
| ۱۳۶۹۳۹ | 1998 QV43   | ۱۷ اوت ۱۹۹۸     |
| ۱۳۶۹۴۰ | 1998 QG45   | ۱۷ اوت ۱۹۹۸     |
| ۱۳۶۹۴۱ | 1998 QT57   | ۳۰ اوت ۱۹۹۸     |
| ۱۳۶۹۴۲ | 1998 QK70   | ۲۴ اوت ۱۹۹۸     |
| ۱۳۶۹۴۳ | 1998 QH73   | ۲۴ اوت ۱۹۹۸     |
| ۱۳۶۹۴۴ | 1998 QK81   | ۲۴ اوت ۱۹۹۸     |
| ۱۳۶۹۴۵ | 1998 QD86   | ۲۴ اوت ۱۹۹۸     |
| ۱۳۶۹۴۶ | 1998 QY99   | ۲۶ اوت ۱۹۹۸     |
| ۱۳۶۹۴۷ | 1998 QS100  | ۲۶ اوت ۱۹۹۸     |
| ۱۳۶۹۴۸ | 1998 QO106  | ۲۵ اوت ۱۹۹۸     |
| ۱۳۶۹۴۹ | 1998 QE110  | ۲۳ اوت ۱۹۹۸     |
| ۱۳۶۹۵۰ | 1998 RT1    | ۱۴ سپتامبر ۱۹۹۸ |
| ۱۳۶۹۵۱ | 1998 RQ3    | ۱۴ سپتامبر ۱۹۹۸ |
| ۱۳۶۹۵۲ | 1998 RY3    | ۱۴ سپتامبر ۱۹۹۸ |
| ۱۳۶۹۵۳ | 1998 RP4    | ۱۴ سپتامبر ۱۹۹۸ |
| ۱۳۶۹۵۴ | 1998 RX4    | ۱۴ سپتامبر ۱۹۹۸ |
| ۱۳۶۹۵۵ | 1998 RJ5    | ۱۵ سپتامبر ۱۹۹۸ |
| ۱۳۶۹۵۶ | 1998 RV6    | ۱۲ سپتامبر ۱۹۹۸ |
| ۱۳۶۹۵۷ | 1998 RQ8    | ۱۳ سپتامبر ۱۹۹۸ |
| ۱۳۶۹۵۸ | 1998 RN9    | ۱۳ سپتامبر ۱۹۹۸ |
| ۱۳۶۹۵۹ | 1998 RJ15   | ۱۵ سپتامبر ۱۹۹۸ |
| ۱۳۶۹۶۰ | 1998 RD27   | ۱۴ سپتامبر ۱۹۹۸ |
| ۱۳۶۹۶۱ | 1998 RP29   | ۱۴ سپتامبر ۱۹۹۸ |
| ۱۳۶۹۶۲ | 1998 RV30   | ۱۴ سپتامبر ۱۹۹۸ |
| ۱۳۶۹۶۳ | 1998 RR31   | ۱۴ سپتامبر ۱۹۹۸ |
| ۱۳۶۹۶۴ | 1998 RG36   | ۱۴ سپتامبر ۱۹۹۸ |
| ۱۳۶۹۶۵ | 1998 RA38   | ۱۴ سپتامبر ۱۹۹۸ |
| ۱۳۶۹۶۶ | 1998 RL39   | ۱۴ سپتامبر ۱۹۹۸ |
| ۱۳۶۹۶۷ | 1998 RQ39   | ۱۴ سپتامبر ۱۹۹۸ |
| ۱۳۶۹۶۸ | 1998 RY40   | ۱۴ سپتامبر ۱۹۹۸ |
| ۱۳۶۹۶۹ | 1998 RG41   | ۱۴ سپتامبر ۱۹۹۸ |
| ۱۳۶۹۷۰ | 1998 RS44   | ۱۴ سپتامبر ۱۹۹۸ |
| ۱۳۶۹۷۱ | 1998 RA48   | ۱۴ سپتامبر ۱۹۹۸ |
| ۱۳۶۹۷۲ | 1998 RA49   | ۱۴ سپتامبر ۱۹۹۸ |
| ۱۳۶۹۷۳ | 1998 RM50   | ۱۴ سپتامبر ۱۹۹۸ |
| ۱۳۶۹۷۴ | 1998 RO50   | ۱۴ سپتامبر ۱۹۹۸ |
| ۱۳۶۹۷۵ | 1998 RS51   | ۱۴ سپتامبر ۱۹۹۸ |
| ۱۳۶۹۷۶ | 1998 RA61   | ۱۴ سپتامبر ۱۹۹۸ |
| ۱۳۶۹۷۷ | 1998 RM61   | ۱۴ سپتامبر ۱۹۹۸ |
| ۱۳۶۹۷۸ | 1998 RH65   | ۱۴ سپتامبر ۱۹۹۸ |
| ۱۳۶۹۷۹ | 1998 RX76   | ۱۴ سپتامبر ۱۹۹۸ |
| ۱۳۶۹۷۹ | 1998 SR     | ۱۶ سپتامبر ۱۹۹۸ |
| ۱۳۶۹۸۱ | 1998 SF3    | ۱۷ سپتامبر ۱۹۹۸ |
| ۱۳۶۹۸۲ | 1998 SK3    | ۱۷ سپتامبر ۱۹۹۸ |
| ۱۳۶۹۸۳ | 1998 SN4    | ۱۷ سپتامبر ۱۹۹۸ |
| ۱۳۶۹۸۴ | 1998 SW10   | ۲۱ سپتامبر ۱۹۹۸ |
| ۱۳۶۹۸۵ | 1998 SD12   | ۲۲ سپتامبر ۱۹۹۸ |
| ۱۳۶۹۸۶ | 1998 SX15   | ۱۶ سپتامبر ۱۹۹۸ |
| ۱۳۶۹۸۷ | 1998 SV20   | ۲۱ سپتامبر ۱۹۹۸ |
| ۱۳۶۹۸۸ | 1998 SO33   | ۲۶ سپتامبر ۱۹۹۸ |
| ۱۳۶۹۸۹ | 1998 SX33   | ۲۶ سپتامبر ۱۹۹۸ |
| ۱۳۶۹۹۰ | 1998 SW34   | ۲۶ سپتامبر ۱۹۹۸ |
| ۱۳۶۹۹۱ | 1998 SA36   | ۲۸ سپتامبر ۱۹۹۸ |
| ۱۳۶۹۹۲ | 1998 SL45   | ۲۵ سپتامبر ۱۹۹۸ |
| ۱۳۶۹۹۳ | 1998 ST49   | ۲۹ سپتامبر ۱۹۹۸ |
| ۱۳۶۹۹۴ | 1998 SX56   | ۱۷ سپتامبر ۱۹۹۸ |
| ۱۳۶۹۹۵ | 1998 SD57   | ۱۷ سپتامبر ۱۹۹۸ |
| ۱۳۶۹۹۶ | 1998 SJ63   | ۲۶ سپتامبر ۱۹۹۸ |
| ۱۳۶۹۹۷ | 1998 SP72   | ۲۱ سپتامبر ۱۹۹۸ |
| ۱۳۶۹۹۸ | 1998 SG75   | ۲۱ سپتامبر ۱۹۹۸ |
| ۱۳۶۹۹۹ | 1998 SG76   | ۱۹ سپتامبر ۱۹۹۸ |
| ۱۳۷۰۰۰ | 1998 SH78   | ۲۶ سپتامبر ۱۹۹۸ |